# Bunuri mobile din domeniul etnografie clasate în patrimoniul cultural național al României aflate în județul Botoșani
Acestă listă conține bunurile mobile din domeniul etnografie clasate în Patrimoniul cultural național al României aflate la momentul clasării în județul Botoșani.

## Tezaur
| Foto | Informații generale                                       | Detalii tehnice | Descriere | Deținător                                                                   | Legături |
| ---- | --------------------------------------------------------- | --- | --- | --------------------------------------------------------------------------- | -------- |
|      | Lăicer                                                    | Descoperit: jud. BOTOȘANI, com. RĂDĂUȚI-PRUT, RĂDĂUȚI-PRUT Material: urzeală cânepă; băteală lână (canură); bumbac; țesut; ales | Formă dreptunghiulară; urzeală - cânepă nevopsită; bâteala canură („lână”) și bumbac; țesut; ales; cu o friză geometrizantă pe latura de sus; pe câmpul alesăturii, în repetiție decor floral (două ghivece), alternează cu câte două grupe de păsări afrontate ciupind din pomul vieții; culori naturale, vegetale, chimice: brun, gri, alb, ocru, roșu, portocaliu, vernil, mov. | Muzeul Județean Botoșani, Botoșani                                          | Cimec    |
|      | Scoarță (fragment)                                        | Descoperit: jud. BOTOȘANI, DARABANI Material: urzeală cânepă; băteală lână (canură); bumbac; țesut; ales | Urzeală – cânepă nevopsită; băteala canură („lână”) și bumbac; țesut; ales; pe laturile lungi chenar zig-zag; pe câmpul scoarței decor zoomorf, antropomorf, avimorf, fitomorf, central cal (fără cap) și călăreț în cămașă de zale și coif, ține frâul cu mâna dreaptă, având în stânga un drapel de luptă; la crupa calului este un pom al vieții, coada calului fiind încadrată sus și jos de câte o pasăre pe creangă; culori naturale, vegetale: brun, ocru, alb, roz, bej. | Muzeul Județean Botoșani, Botoșani                                          | Cimec    |
|      | Covor                                                     | Datare: 1880 Descoperit: jud. BOTOȘANI, BOTOȘANI Material: păr de oaie; vopsit; țesut; ales | Țesut ales în două ițe; cu decor dispus în frize în alternanță; păsări (cocoși); stele înscrise în octogon; boboci de flori (garofițe); chenar lat de 33 cm pe margini cu decor de romb uri, coarne de berbec și dinți de ferăstrău; urzeala și băteala păr de oaie în culori naturale: alb, brun și culori vegetale: ocru, maro, vernil. | Muzeul Județean Botoșani, Botoșani                                          | Cimec    |
|      | Opreg cu „tablă”                                          | Datare: 1888 Descoperit: jud. BOTOȘANI, DOROHOI Material: păr de oaie; lânică; fir metalic argintiu; bumbac; țesut în 4 ițe; ales; tivit; răsucit                                                                                                 | Opreg în tablă țesut în patru ițe cu păr de oaie și fir metalic argintiu cu alesătură de lânică și fir metalic; decor geometrizant dispus în șase frize; în partea de sus țesătură în „vrâste" continuând spre baza opregului cu o alternanță de cinci frize de lățimi diferite în rețea de romburi din fir metalic și lânică; opregul este tivit pe trei laturi cu panglică mov peste care se suprapune o panglică din fir metalic; la talie opregul are două șnururi împletite din păr colorat; de sub tivitură coboară spre poală fire libere. | Muzeul Județean Botoșani, Botoșani                                          | Cimec    |
|      | Opreg cu „tablă”                                          | Datare: 1886 Descoperit: jud. BOTOȘANI, DOROHOI Material: păr de oaie; lânică; fir metalic argintiu; bumbac; țesut în 4 ițe; brodat; împletit mecanic                                                                                             | Păr de oaie și fir metalic țesut în patru ițe în vârste; țesătură folosită ca suport pentru decorul opregului; trei buchete de lalele și două flori de măr brodate cu ac persan pe câmp brodat în tablă cu fir metalic auriu; pe trei laturi opregul este tivit cu o panglică împletită mecanic cu fir metalic auriu, pe fir de lânică galbenă; de sub panglică coboară libere pe laterale și spre poală, fire albe de bumbac și de păr răsucite;culori: roz, grena, vernil, roșu, mov. | Muzeul Județean Botoșani, Botoșani                                          | Cimec    |
|      | Opreg cu „tablă”                                          | Datare: 1888 Descoperit: jud. BOTOȘANI, DOROHOI Material: pânză; panglică; dantelă; fir metalic; bumbac; lânică; țesut industrial; brodat peste fire; croșetat mecanic; tivit                                                                     | Opreg în tablă cu decor floral brodat cu fir metalic auriu; argintiu și arnici roșu, roz, bleu, vernil, galben, pe suport de pânză neagră țesut industrial dublată pe spate cu pânză de in țesută în două ițe; la partea de sus opregul este tivit cu panglică de mătase neagră, iar pe cele trei laturi tivit cu panglică roz, peste care este aplicată dantelă albă, croșetat mecanic; în partea de jos a opregului cad libere fire de bumbac și lânică răsucite lungi de 72 cm; culori: roșu, alb, vernil, roz. | Muzeul Județean Botoșani, Botoșani                                          | Cimec    |
|      | Opreg cu „tablă”                                          | Datare: 1886 Descoperit: jud. BOTOȘANI, DOROHOI Material: țesătură; panglică; dantelă; fir metalic auriu; bumbac; păr de oaie; lânică; țesut în 4 ițe; brodat; croșetat mecanic; răsucit                                                          | Opreg cu decor floral brodat cu ac persan pe un câmp brodat în rețea de dreptunghiuri mici cu fir metalic auriu, având ca suport o țesătură în patru ițe din păr de oaie în decor cadril; pe trei laturi opregul este tivit cu panglică îngustă mov, peste care se suprapune o dantelă croșetată mecanic; pe sub panglică și dantelă sunt prinse fire scurte și lungi răsucite din bumbac și păr de oaie vopsit lăsate să cadă liber spre poale; culori: auriu, grena, alb, roz, vernil, mov, roșu. | Muzeul Județean Botoșani, Botoșani                                          | Cimec    |
|      | Păretar                                                   | Datare: 1890 Descoperit: jud. BOTOȘANI, com. AVRĂMENI, AVRĂMENI Material: urzeală păr de oaie; băteală lână (canură); țesut în 2 ițe; ales | Urzeală păr de oaie; băteala „canură"; țesut în două ițe; ales; decor floral și avimorf; pe câmpul țesăturii dispuse pe verticală în frize sunt țesute două șiruri a câte trei păsări (găini), în alternanță cu două rânduri a câte trei frize de trandafiri, cu florile orientate în jos; culori naturale: brun, gri, alb; culori chimice: roșu, grena, portocaliu, mov, vernil. | Muzeul Județean Botoșani, Botoșani                                          | Cimec    |
|      | Scoarță Autor: Bîzgan Raveca                              | Descoperit: jud. BOTOȘANI, com. BRĂEȘTI, BRĂEȘTI Material: lână; țesut în 2 ițe; ales | Urzeală păr alb; băteală canură; decor ales zoomorf, antropomorf, floral; pe câmpul scoarței la mijloc sunt țesute două fete ținându-se de mână, încadrate de doi cai înșeuați, pe care fetele îi țin de căpăstru cu mâinile întinse, scena fiind încadrată de un chenar floral stilizat (trandafiri); scoarța este semnată cu inițialele „b r” pe spațiul dintre capetele celor două fete; culori naturale și chimice: negru, alb, roșu, roz, galben, verde, vernil, mov, gri, grena. | Muzeul Județean Botoșani, Botoșani                                          | Cimec    |
|      | Scoarță                                                   | Descoperit: jud. BOTOȘANI, com. VORONA, VORONA Material: urzeală păr de oaie; băteală lână (canură); țesut în 2 ițe; ales | Scoarță țesută aleasă; urzeală păr de oaie; băteală canură; decor floral, avimorf, chenar floral pe trei laturi; pe câmpul scoarței sunt țesute două buchete de flori cu un papagal pe creangă la mijloc; pe colțul din dreapta sus este țesut anul 1879; pe crengile buchetului sunt trei păsări care se repetă pe crengile buchetului din dreapta; decorul țesut pe câmp este încadrat pe patru laturi de un chenar „dinți de ferăstrău"; culori naturale: negru, alb; culori chimice: roz, mov, vernil, grena, roșu. | Muzeul Județean Botoșani, Botoșani                                          | Cimec    |
|      | Scoarță                                                   | Datare: 1920 Descoperit: jud. BOTOȘANI, com. HILIȘEU-HORIA Material: lână; urzeală; băteală; țesut în 2 ițe; ales; culori chimice și naturale | Scoarță pentru decorarea interiorului de locuință tradițională; urzeala din păr oaie nevopsit gri-brun (natural țurcană); băteala canură natural; vopsit vegetal; vopsit chimic; decor geometrizant; pe laturile lungi spirala melc repetiție; pe lățime zig-zag; pe câmpul țesăturii două frize vrej cu frunze de viță de vie, având la mijloc o friză de cinci cerbi, înscriși în stele cu opt raze (decor astral și zoomorf). Culori naturale și vopsite chimic: negru, alb, maro, galben, roșu, roz, portocaliu, verde, mov. | Muzeul Județean Botoșani, Botoșani                                          | Cimec    |
|      | Păretar                                                   | Datare: 1880 Descoperit: jud. BOTOȘANI, com. TRUȘEȘTI Material: lână; urzeală; băteală; țesut în 2 ițe; ales; culori vegetale și naturale | Scoarță pentru decorarea interiorului de locuință tradițională; urzeala din păr oaie țurcană; băteala canură naturală și vopsit vegetal; țesut în 2 ițe; ales; decor dispus pe câmpul alb al scoarței; romburi alternate cu pomul vieții, înscrise într-un chenar negru pe patru laturi cu vrej și frunze; scoarța are și al doilea chenar, pe trei laturi, cu alternanță de garofițe și lalele stilizate în frize late. Cromatica: alb, negru, brun, ocru, vernil, galben, verde, mov. | Muzeul Județean Botoșani, Botoșani                                          | Cimec    |
|      | Scoarță                                                   | Datare: 1900 Descoperit: jud. BOTOȘANI, com. SULIȚA Material: lână; urzeală; băteală; țesut în 2 ițe; ales; culori vegetale și chimice | Țesătură pentru interiorul de locuință; urzeala din păr gri natural; băteala – canură; fire nevopsite (culoare naturală), vopsite vegetal și chimic. Decor geometrizant și floral stilizat, dispus în trei frize cu motive alternate: romburi; cruci; flori stilizate pe câmp roșu și negru; la decor vernil, alb, galben, albastru. | Muzeul Județean Botoșani, Botoșani                                          | Cimec    |
|      | Păretar                                                   | Datare: 1890 Descoperit: jud. BOTOȘANI, BOTOȘANI Material: urzeala; păr de oaie vopsit ocru; băteala canură; țesut în 2 ițe; decor ales | Țesătură pentru decorarea interiorului de locuință; urzeala păr vopsit ocru; băteala - canură; țesut în 2 ițe; ales; decor dispus în alternanță de frize: motiv fitomorf (pomul vieții); vrâste; zig-zag, pe verticală; culori naturale (alb; negru); culori chimice: galben, vernil, roșu, mov, gri. | Muzeul Județean Botoșani, Botoșani                                          | Cimec    |
|      | Ștergar Autor: Alexcandru Elena                           | Datare: 1932 Descoperit: jud. BOTOȘANI, com. CONCEȘTI Material: bumbac; pânză; țesut în 2 ițe; țesut în 4 ițe; brodat în cruci; brodat peste fire; franjuri                                                                                       | Urzeala - băteala din bumbac; țesut în 2 și 4 ițe în gospodărie; brodat cu fir galben la frizele țesute în 4 ițe; alternate decorativ cu două frize: una florală brodată cu arnici peste fire, negru, roșu, albastru, galben, verde închis, mov și alta cu motiv fitomorf – vița de vie brodată în cruciulițe cu arnici roșu și negru; la capete croșetat pe două rânduri o rețea de romburi de care sunt legate franjuri din fire lungi. | Muzeul Județean Botoșani, Botoșani                                          | Cimec    |
|      | Batistă de vornicel; față de pernuță                      | Datare: 1899 Descoperit: jud. BOTOȘANI, com. VORONA, ICUȘENI Material: pânză de bumbac țesut în 2 ițe în gospodărie; arnici brodat în cruci; tivit pe patru laturi cu găurele                                                                     | Pânză de bumbac; țesut în 2 ițe în gospodărie; tivit cu găurele pe patru laturi. Decor: chenar în romburi mici; pe colțurile de sus, sunt brodate două litere de la semnătura monogramată, m și s; pe colțurile de jos sunt brodate o floare și o căruță trasă de un cal; pe mijlocul câmpului țesăturii este brodată o pasăre cântând (pițigoi) așezată pe o creangă cu frunze. Arnici brodat în cruciulițe; negru, bleu, verde, albastru, maro, galben, roșu; pe spate este încheiată cu pânză țesută industrial. | Muzeul Județean Botoșani, Botoșani                                          | Cimec    |
|      | Ie                                                        | Datare: 1890 Descoperit: jud. BOTOȘANI, DOROHOI Material: pânză țesut în 2 ițe (urzeala bumbac; băteala in); fir metalic auriu și argintiu; fluturi metalici; arnici; fir gros de bumbac; brodat; ales                                            | Ie din pânză de bumbac și in țesut în 2 ițe; partea din față croită din două foi, despicată la piept 26 cm lung și încheiată cu acul până la bază. Partea din spate croită dintr-o foaie cu doi clini tiviți cu găurele; pavă mare sub braț; la mânecă altița este croită separat cu decor în frize cu fir metalic, fluturi și arnici negru; încrețul cu arnici roz; pe mânecă pomul vieții brodat cu fir gros galben, portocaliu, grena și romburi cu fir metalic auriu și arnici negru, între două crenguțe - vrej brodat cu arnici negru; la gât și mâneci încrețit cu fir de bumbac, trecut prin feston roșu.                                                     | Muzeul Județean Botoșani, Botoșani                                          | Cimec    |
|      | Ie                                                        | Datare: 1895 Descoperit: jud. BOTOȘANI, BOTOȘANI Material: pânză de bumbac; arnici negru; țesut în 2 ițe; ciupagul încrețit; altiță brodată cu arnici în cruciulițe și peste fire                                                                 | Cămașă femeiească din pânză de bumbac țesut în gospodărie în două ițe; partea din față croită dintr-o singură foaie despicată la piept 20 cm; guler tunică închis cu doi năsturași albi; spatele croit din două foi; mânecile croite din câte o foaie și un clin terminate cu volan și dantelă croșetată în colțișori alb-negru; mâneca încrețită fix cu o panglică îngustă țesută industrial cu albastru; decor pe guler cusut cu negru în „sălbănaș” și sub guler peste crețurile de la gât; decorul altiței este geometrizant și pe volanul mânecii brodat în cruciulițe și peste fire cu arnici negru; cruce; stele; flori stilizate.                             | Muzeul Județean Botoșani, Botoșani                                          | Cimec    |
|      | Ploscă pentru nuntă                                       | Datare: 1912 Descoperit: jud. BOTOȘANI, DOROHOI Dimensiuni: Î: 32 cm; D: 22 cm Material: lemn de tei; culori; strunjit; pictat | Piesă din lemn de tei, strunjit; golit în interior și închis ulterior cu un capac rotund aplicat pe burta piesei; gât scurt, cilindric, închis la gură cu un dop lucrat la strung și legat cu un șnur de piele, rămas fragment; decor pirogravat și pictat cu roșu, vernil; pe o parte este reprezentat Sfântul Gheorghe călare cu sulița în ambele mâini, înfingând-o în gura balaurului; aproape de coiful de pe cap este numele sfântului, în fața calului este biserica; pe partea opusă piesa este datată, are o inscripție; pe medalion are flori, ghirlande cu două siluete bust între drapele, deasupra cu mitră de arhiereu.                                 | Muzeul Județean Botoșani, Botoșani                                          | Cimec    |
|      | Ravăr Autor: Dumitru Pomârleanu                           | Datare: 1903 Descoperit: jud. BOTOȘANI, BOTOȘANI Dimensiuni: Î: 22 cm; A: 21,5 cm Material: lut; modelat la roată; angobă; smalț; plasă de sârmă; pictat; smălțuit; legat; înnodat                                                                | Vas de lut, modelat la roată începând de la bază, ridicându-se până la gură prin suprapunere de colaci; decor pictat cu un corn, cu angobă albă, zig-zag; repetiție și alternanță de brăduți (pomul vieții) și „aripi de liliac”, motive dispuse pe orizontală; smălțuit în interior; la exterior vasul are o rețea de sârmă împletită în ochiuri mari de la buză până pe bază, pentru a conserva, a proteja ravărul de lovituri în timpul utilizării sau depozitării. | Muzeul Județean Botoșani, Botoșani                                          | Cimec    |
|      | Vas cu două toarte Autor: Dumitru Pomârleanu              | Datare: 1935 Descoperit: jud. BOTOȘANI, com. RIPICENI Dimensiuni: Î: 22 cm; A: 21,5 cm Material: lut; modelat la roată și manual; albastru cobalt; angobă; smalț; angobat; pictat; smălțuit                                                       | Vas de lut, modelat la roată și manual de meșter olar; gât cilindric și corpul ovoidal, cu două toarte în formă de frunze care au peste locul de lipire la bază, câte un cap de satir, modelat manual și aplicat în relief, cu urechi ascuțite și gura deschisă; pe o parte vasul este pictat cu decor floral, având la mijloc un medalion cu inscripție și o coroană cu crini în partea de sus; pe partea opusă, vasul nu are decor, fiind datat cu anul 1935; smălțuit în interior și la exterior. | Muzeul Județean Botoșani, Botoșani                                          | Cimec    |
|      | Cămașă bărbătească de sărbătoare Autor: Boutiuc Maria     | Datare: 1915 Descoperit: jud. BOTOȘANI, NICOLAE BĂLCESCU Material: pânză de bumbac; arnici; țesut în 2 ițe; brodat cu arnici peste fire; tivit cu ajur                                                                                            | Cămașă din pânză de bumbac (urzeală - băteală) țesut în gospodărie în două ițe; croit cu guler răsfrânt; fața și spatele dintr-o singură foaie despicată la piept; clini pe laterale, pave sub braț; părțile cămășii tivite cu ajur; mânecile largi din câte o singură foaie; încheiate în cheițe cu fir alb; decor floral stilizat dispus în frize, la guler, piepți, umeri și mâneci; brodat peste fire cu arnici negru, portocaliu, albastru, roșu deschis; la baza stanului în față, tivit cu ajur și brodată o friză lată de cinci cm; romburi în chenar cu mătase albă.                                                                                         | Muzeul Județean Botoșani, Botoșani                                          | Cimec    |
|      | Fotă de sărbătoare                                        | Datare: 1898 Descoperit: jud. BOTOȘANI, BOTOȘANI Material: pânză; bumbac; țesut în 4 ițe; ales; fir metalic auriu și argintiu | Fotă de formă dreptunghiulară țesută în patru ițe; bumbac negru mercerizat (mătăsos); decor geometrizant dispus în frize late pe orizontală (repetiție romburi), cu alesătură de fir metalic auriu răsucit pe fir galben de bumbac și de fir metalic argintiu răsucit pe fir alb de bumbac; capetele fotei sunt ornamentate pe verticală; pe un capăt continuă romburile mari de la varga poalei; pe celălalt capăt sunt trei frize de romburi mici cu laturile prelungite și întretăiate. | Muzeul Județean Botoșani, Botoșani                                          | Cimec    |
|      | Cămașă femeiască de sărbătoare                            | Datare: 1898 Descoperit: jud. BOTOȘANI, BOTOȘANI Material: țesătură de mătase; bumbac; fir metalic auriu și argintiu; cusut; brodat | Ie din țesătură de mătase; fața și spatele din câte o singură foaie; despicată la piept; încrețită fix la gât și brodat cu fir metalic; legat la gât cu două șnururi din bumbac negru, cu motocei din fir bumbac și fir metalic; mânecile croite din câte o foaie încheiate cu cheițe cu fir negru; mânecile cu volan; decor pe piept două rânduri de pătrate cu negru în punct buclat; în chenar de fir metalic auriu în melc; pe mâneci „blană cu râuri”; motive compacte cu negru în rânduri verticale în chenare cu fir metalic pe mânecă, pe altiță și pe volanul mânecii.                                                                                       | Muzeul Județean Botoșani, Botoșani                                          | Cimec    |
|      | Bete; Brâu pentru port femeiesc                           | Datare: 1898 Descoperit: jud. BOTOȘANI, BOTOȘANI Material: bumbac; fir metalic auriu și argintiu; țesut; ales | Bete (brâu) pentru costumul femeiesc; țesut - ales cu fir de bumbac mercerizat (mătăsos) negru; fir metalic auriu răsucit pe fir galben de bumbac și fir metalic argintiu răsucit pe fir de bumbac alb; decor geometrizant ales; rețea de romburi, în ochiuri cu fir. | Muzeul Județean Botoșani, Botoșani                                          | Cimec    |
|      | Sfântul Mina Autor: Vasile Dumitrescu                     | Datare: 1886 Descoperit: jud. BOTOȘANI, com. COPĂLĂU, COPĂLĂU Dimensiuni: Gr: 2 cm Material: lemn de tei; culori; tăiat; geluit; pictat | Lemn de tei, de formă dreptunghiulară, tăiat, geluit, inițial cu o traversă antitorsionantă pe spate, care a căzut ulterior din spațiul dălțuit; sfântul este pictat cu aureolă aurie conturată cu alb; părul, mustațile și barba albe scurte; privirea orientată spre stânga; îmbrăcat în tunică verde militară; cu o mantie roșie care-i acoperă spatele, pieptul și brațele; în mâna dreaptă ridicată ține crucea sprijinită pe umăr; cu stânga coborâtă la nivelul taliei ține sulița; în drepta sfântului, lângă aureolă scrie cu alb numele sfântului și lângă mantie dreapta, în colțul de jos anul 1886.                                                      | Muzeul Județean Botoșani, Botoșani                                          | Cimec    |
|      | Scoarță Autor: Marie Costiniuc                            | Datare: 1911 Descoperit: jud. BOTOȘANI, BOTOȘANI Material: lână; urzeală; băteală; țesut în 2 ițe; ales; culori vegetale și chimice | Țesătură pentru interiorul de locuință; urzeala din păr gri natural, băteala canură; țesut în două ițe; decor ales: antropomorf, zoomorf, fitomorf, skeomorf; pe câmpul scoarței, la mijloc, doi copii, un pui de căprioară lângă un pom și gard, un fluture în zbor; scena este încadrată de un leu încoronat în dreapta și de un inorog în stânga; în partea de sus apare inscripția „țăsută de Marie Costiniuc 1911”; compoziția se înscrie într-un chenar lat de 31 cm, cu mere, pe cele patru laturi; culori naturale și chimice: grena, gri, roz, alb, portocaliu, brun, galben, mov, albastru.                                                                 | Muzeul Județean Botoșani, Botoșani                                          | Cimec    |
|      | Păretar                                                   | Datare: 1934 Descoperit: jud. BOTOȘANI, BOTOȘANI Material: lână; urzeală; băteală; țesut în 2 ițe; ales; culori vegetale și chimice | Țesătură de interior; urzeala din păr de oaie natural, alb, brun; băteala canură; țesut în două ițe în gospodărie; decor ales; chenar de flori cu patru petale, stilizate în cruce; pe câmpul păretarului cu fond negru sunt alese patru flori cu câte opt petale, pe vrej cu frunze; culori naturale: negru, alb, și vopsite chimic: galben, vernil, roz, portocaliu, bleu. | Muzeul Județean Botoșani, Botoșani                                          | Cimec    |
|      | Sfântul Ilie                                              | Datare: 1890 Descoperit: jud. BOTOȘANI, BOTOȘANI Dimensiuni: Gr: 2,5 cm Material: lemn de brad; culori; tăiat; geluit; pictat | | Muzeul Județean Botoșani, Botoșani                                          | Cimec    |
|      | Cămașă bărbătească cu poale - Cămeșoi Autor: Brânză Maria | Datare: 1910 Descoperit: jud. BOTOȘANI, com. FLĂMÂNZI, CORDUN Material: pânză de bumbac; arnici; țesut în 2 ițe; brodat cu arnici peste fire; tivit cu ajur                                                                                       | Pânză de bumbac; țesut în două ițe în gospodărie; croit față - spate dintr-o singură foaie; clini pe laterale, pave sub braț; mâneci largi; guler tunică; încheiat în cheițe cu arnici albastru; la piepți și la baza mânecilor ajur; croșetat cu albastru pe margine la guler, piepți și mâneci; decor floral stilizat dispus în frize la guler, piepți, mâneci, umeri; brodat peste fire cu arnici albastru, galben, roșu (tricolor). | Muzeul Județean Botoșani, Botoșani                                          | Cimec    |
|      | Ștergar Autor: Maria Robu                                 | Datare: 1902 Descoperit: jud. BOTOȘANI, com. CORNI Material: pânză de bumbac; țesut în 4 ițe; arnici brodat în cruci | Ștergar – urzeala, băteala – bumbac; țesut în 4 ițe cu franjuri în ajur și fire lungi la capete; decor brodat cu arnici în cruci; o ancoră suprapusă peste o timonă, încadrate în partea de sus de anul 1902 și de 2 păsări afrontate (papagali) șezând pe crengi și în partea de jos de 2 căluți de mare, la un capăt al ștergarului; la celălalt capăt decorul se repetă, dar între cele 2 păsări afrontate, este semnătura cu două inițiale M.R.; roșu; negru; albastru. | Muzeul Județean Botoșani, Botoșani                                          | Cimec    |
|      | Ștergar                                                   | Datare: 1898 Descoperit: jud. BOTOȘANI, com. VLĂDENI, BREHUIEȘTI Material: pânză de bumbac; arnici; țesut în 2 și 3 ițe; tivit la capete; brodat în cruci                                                                                         | Forma dreptunghiulară; urzeala – băteala bumbac; fire vopsite vegetal în flori de tei, țesut pe războiul orizontal, în 2 și 3 ițe: decor complex: antropomorf (băiat – fată); zoomorf (cal, veveriță); avimorf; fitomorf (brad și pom cu fructe); skeomorf (fântână); floral; geometrizant (zig-zag); elementele decorative sunt dispuse în frize (flori, păsări) și alcătuind o compoziție (întâlnirea la fântâna cu pomi și cumpănă, a băiatului care adapă calul, cu fata care duce apa cu cobilița); brodat în cruci cu arnici roșu – negru. | Muzeul Județean Botoșani, Botoșani                                          | Cimec    |
|      | Ștergar Autor: Brînză Maria                               | Datare: 1889 Descoperit: jud. BOTOȘANI, com. FLĂMÂNZI, FLĂMÂNZI Material: bumbac; lână albă; vopsit vegetal fire de bumbac; țesut în 2 ițe; ales; încheiat prin croșetare                                                                         | Cămașă bărbătească – stan; țesut în 2 ițe; bumbac și lână albă țurcană; decor geometrizant și fitomorf; romburi și pomul vieții; ales; fața și spatele croit din câte o singură foaie; clini pe lateral; guler tunică; despicat la piept, închis la gât cu 2 nasturi mici negri în butonieră; părțile cămășii încheiate prin croșetare; mâneci croite larg; decorul dispus în frize pe verticală, care alternează; „vrâste” țesute cu fire groase de bumbac, pomul vieții și romburi. | Muzeul Județean Botoșani, Botoșani                                          | Cimec    |
|      | Ilic                                                      | Datare: 1889 Descoperit: jud. BOTOȘANI, DOROHOI Material: Postav; fir metalic; țesut industrial; brodat | Postav (stofă subțire) fin, țesut industrial; croit fără mâneci; încheiat; bordat cu șnur metalic împletit subțire; decor la piepți și spate cu fir metalic argintiu, geometrizant și fitomorf; în manieră orientală; decorul de pe piepți este dispus în repetiție de șiruri orizontale aproape compacte, brodate cu fir metalic și cu două rozete florale; pe marginea șnururilor ce bordează părțile din față sunt cusuți 10 bumbi mici sferici din fir metalic; pe spate decorul este dispus în pom între două rozete florale și cu semilună în vârf. | Muzeul Județean Botoșani, Botoșani                                          | Cimec    |
|      | Pieptar femeiesc                                          | Datare: 1890 Descoperit: jud. BOTOȘANI, DOROHOI Material: Stofă subțire albă; pânză subțire vernil în 2 ițe; țesătură din fire de borangic; fir metalic auriu; mărgele bleu; lucrat industrial; croit; încheiat; brodat în gospodărie             | Ilic din stofă albă subțire; țesut mecanic; croit fără mâneci; căptușit în interior cu pânză vernil din fir mătăsos și cu țesătură de borangic; la gât, umeri, piepți și poală, bordat cu șnur metalic subțire împletit în trei; cusut pe margine; pe partea dreaptă la piept sunt cusuți 6 nasturi sferici din fir metalic auriu; pe piepți decor floral, brodat cu fir metalic, cu 2 rozete solare, cu mărgică bleu în mijloc și atârnând pe fire 3 bobițe din fir metalic; pe spate o floare în formă de lalea, cu rozete și 2 mărgele bleu. | Muzeul Județean Botoșani, Botoșani                                          | Cimec    |
|      | Pristolnic                                                | Datare: 1826 Descoperit: jud. BOTOȘANI, DOROHOI Dimensiuni: Gr: 2 cm Material: Lemn de brad; tăiat; crestat; geluit; inscripționat | Cruce de lemn de brad; tăiat; crestat; geluit; pe brațele crucii sunt incizate registre care cuprind inscripționate monogramat cu litere chirilice, pe vertical (iisus hristos) și pe brațul orizontal (biruitorul); pe baza piramidală a crucii este incizat tiparul pentru prescură („pristolnic”) cu numele lui Iisus Hristos Biruitorul monogramat tot cu litere chirilice; pe spatele crucii este incizat anul 1826. | Muzeul Județean Botoșani, Botoșani                                          | Cimec    |
|      | Talger                                                    | Datare: 1839 Descoperit: jud. BOTOȘANI, BOTOȘANI Material: Lut; angobă; albastru; modelat la roată de olărit; angobat; pictat cu cornul; smălțuit                                                                                                 | Farfurie adâncă; modelat la roată de olar; angobat alb în interior; pictat cu cornul; decor floral – fitomorf, pe pereții vasului în interior, cu albastru cobalt – închis și gros, în alternanță flori cu frunze și frunze filiforme simple; farfuria este datată cu anul 1839 scris sub grupul mare de flori și crenguțe cu frunze, aproape de centrul vasului; smălțuit în interior peste decorul pictat; la exterior, pe marginea bazei este perforat pentru introdus fir de suspendat în cui. | Muzeul Județean Botoșani, Botoșani                                          | Cimec    |
|      | Canceu                                                    | Datare: 1839 Descoperit: jud. BOTOȘANI, BOTOȘANI Dimensiuni: DG: 9 cm; DB: 6 cm; Î: 17 cm; A: 16 cm Material: Lut; angobă; albastru; modelat la roată de olărit; angobat; pictat cu cornul; smălțuit                                              | Farfurie adâncă; modelat la roată de olar; angobat alb în interior; pictat cu cornul; decor floral – fitomorf, pe pereții vasului în interior, cu albastru cobalt – închis și gros, în alternanță flori cu frunze și frunze filiforme simple; farfuria este datată cu anul 1839 scris sub grupul mare de flori și crenguțe cu frunze, aproape de centrul vasului; smălțuit în interior peste decorul pictat; la exterior, pe marginea bazei este perforat pentru introdus fir de suspendat în cui. | Muzeul Județean Botoșani, Botoșani                                          | Cimec    |
|      | Canceu                                                    | Datare: 1888 Descoperit: jud. BOTOȘANI, BOTOȘANI Dimensiuni: DG: 8,5 cm; DB: 5,5 cm; Î: 22 cm; A: 21 cm Material: Lut; angobă albă; culori; smalț; modelat la roată; angobat; pictat cu pensonul și cornul; smălțuit; ardere                      | Vas de lut, modelat la roată, cu toartă; angobat alb la exterior; pictat cu pensonul și cornul, o pasăre cu ciocul ridicat, șezând între 2 jumătăți de floarea soarelui, în partea de sus și de jos, la ciocul și sub picioarele păsării, încadrată în față și spate de câte o lalea; iar la gura și spre baza vasului, de linii subțiri și late, pe circumferință; decorul este pictat cu maro, verde, galben, smălțuit, ardere oxidantă. | Muzeul Județean Botoșani, Botoșani                                          | Cimec    |
|      | Cultuc Autor: Angelina Stoiu                              | Datare: 1900 Descoperit: jud. BUCUREȘTI Material: Pânză de bumbac; arnici roșu, negru; țesut în 2 ițe; brodat în cruci | Față de pernuță din pânză de bumbac, țesut în gospodărie în 2 ițe; dosul din pânză țesut industrial; o latură a feței este tivită cu găurele simple; decor floral în chenar pe 4 laturi; pe câmpul central al feței de pernuță, în chenarul floral, este brodată o compoziție: cal, ținut de căpăstru, de o siluetă mică de bărbat; în fața calului în mers, se îndreaptă un câine; în colțul de sus din fața calului sunt 2 păsări afrontate (pichere); în partea de sus și de jos a calululi este inscripție; brodat în cruci cu arnici; roșu, negru. | Muzeul Județean Botoșani, Botoșani                                          | Cimec    |
|      | Oală pentru dus mâncare la câmp                           | Datare: 1840 Descoperit: jud. BOTOȘANI, DOROHOI Dimensiuni: Î: 15 cm Material: Lut; angobă; albastru cobalt; smalț; modelat la roată; angobat; pictat; smălțuit; ardere oxidantă                                                                  | Vas de lut; modelat la roată, cu gura evazată; cu toartă deasupra, angobat alb la exterior, pictat geometrizant (linii; zig-zag) și floral cu pensonul și cornul; decor dispus în frize pe burta vasului; pe toartă și pe gura vasului; albastru cobalt; smălțuit interior, exterior. | Muzeul Județean Botoșani, Botoșani                                          | Cimec    |
|      | Canceu                                                    | Datare: 1853 Descoperit: jud. BOTOȘANI, DOROHOI Dimensiuni: Î: 23,5 cm Material: Lut; angobă albă; culori; smalț; modelat la roată; angobat; pictat cu pensonul și cornul; smălțuit; ardere                                                       | Vas de lut; modelat la roată, cu toartă; angobat cu alb; decor geometrizant (linii subțiri și late pictate pe circumferință, cu maro, la gură și spre baza canceului); pe partea opusă toartei este pictat un cerb în goană, cu capul întors către urmăritori; fiind încadrat între doi pomi având coroana stilizată floral, într-o repetiție de două romburi, în culorile galben, verde, brun, maro; smălțuit; ardere oxidantă; deasupra coarnelor cerbului este inscripționat anul 1853 în culoarea maro. | Muzeul Județean Botoșani, Botoșani                                          | Cimec    |
|      | Ștergar de nuntă Autor: Boutiuc Maria                     | Datare: 1883 Descoperit: jud. BOTOȘANI, com. FLĂMÂNZI, NICOLAE BĂLCESCU Material: Pânză de bumbac; urzeala; băteala; arnici; țesut în 2 ițe; tivit; brodat în cruci                                                                               | Pânză de bumbac, țesut în 2 ițe în gospodărie; croit ștergar și tivit la cele două capete cu arnici albastru, roșu; decorul cuprinde motive avimorfe și antropomorfe; 2 cocoși afrontați cu o siluetă de bărbat la mijloc, îmbrăcat în costum popular (cămașă cu mâneci largi, ițari și opinci), brodat în cruci cu arnici roșu; albastru; bleu; decorul este dispus la ambele capete; piesa a fost inițial utilizată pentru nuntă, și ulterior pentru interiorul de casă tradițională. | Muzeul Județean Botoșani, Botoșani                                          | Cimec    |
|      | Hrisafi                                                   | Datare: 1890 Descoperit: jud. BOTOȘANI, BOTOȘANI Material: Lână albă; lână colorată; fir metalic cuprat; împletit | Ciorapi pentru portul aromân femeiesc de sărbătoare; împletit în gospodărie din lână albă, lână colorată și fir metalic cuprat; în partea de sus, ciorapii sunt împletiți din lână albă pe o lățime de 11 cm; decor geometrizant dispus în frize puncte, zig-zag, triunghi, împletite cu lână colorată alternată cu fir metalic; roșu deschis, roșu închis, portocaliu, albastru, verde, negru. | Muzeul Județean Botoșani, Botoșani                                          | Cimec    |
|      | Fecioara cu Pruncul                                       | Datare: 1895 Descoperit: jud. BOTOȘANI, com. HUDEȘTI, Bașeu Dimensiuni: Î: 27 cm; Gr: 2 cm Material: Lemn de tei; pânză de bumbac vopsit mov; ferecătură alămită; culori ulei; tăiat; geluit; cașerat; pictat                                     | Icoană „Fecioara cu Pruncul”, pe lemn de tei cu pânză mov de bumbac, cașerată, pictată parțial și ferecată; Fecioara reprezentată bust, ține Pruncul pe brațul drept sprijinindu-l cu stânga; veșmântul Fecioarei este acoperit de maforionul în falduri, cu stea în frunte, și buchete florale pe umeri; al fiului este simplu în falduri cu puncte ușor incizate în partea de sus; singurele zone pictate sunt decupate în ferecătură; capetele, mâinile fecioarei, mâna dreaptă și picioarele pruncului; aureolele sunt aplicate și crestate la capete în raze; chenarul este cu flori și arcat în partea de sus; pe verso pânza mov, fără punți antitorsionale.   | Muzeul Județean Botoșani, Botoșani                                          | Cimec    |
|      | Zăvelcă - partea din față                                 | Datare: 1899 Descoperit: jud. BOTOȘANI, BOTOȘANI Material: Păr de oaie vopsit albastru închis; țesut în 4 ițe; bumbac negru; croșetat; fire metalice aurii și argintii; ales; fire de mătase                                                      | Zăvelcă pentru portul de sărbătoare femeiesc; țesut în 4 ițe din fir păr oaie vopsit albastru închis; pe laterale croșetat jumătăți de rozete cu fir negru de bumbac; cu franjuri lungi de 7 cm la poală, din fire negre de bumbac, alternate cu fire de mătase cărămiziu; decor în frize: „vrâste”, floral, romburi; ales cu fir metalic auriu și argintiu; brodat cu fir de mătase bleu; mov; cărămiziu; maro; negru; piesă purtată peste poala din pânză albă de bumbac, la partea din față. | Muzeul Județean Botoșani, Botoșani                                          | Cimec    |
|      | Zăvelcă - partea din spate                                | Datare: 1899 Descoperit: jud. BOTOȘANI, BOTOȘANI Material: Păr de oaie vopsit albastru închis; țesut în 4 ițe; bumbac negru; croșetat; fire metalice aurii și argintii; ales                                                                      | Zăvelcă pentru portul de sărbătoare femeiesc; țesut în 4 ițe din fir păr oaie vopsit albastru închis; pe laterale croșetat jumătăți de rozete cu fir negru de bumbac; decor în frize: floral, vârste, romburi; brodat cu fir de mătase bleu; mov; cărămiziu; maro; negru; ales cu fir metalic auriu și argintiu; piesă purtată peste poală, la partea din spate. | Muzeul Județean Botoșani, Botoșani                                          | Cimec    |
|      | Pomelnic                                                  | Datare: 1907 Descoperit: jud. BOTOȘANI, com. FLĂMÂNZI Dimensiuni: Î: 32 cm; Gr: 0,8 cm Material: Lemn de brad; tăiat; crestat; perforat; geluit; pictat; inscripționat text: „Pomenirea lui Costache a Saftei”; „cu tot neamu lor cel din vieac”. | Pomelnic din lemn de brad inscripționat cu textul: „Pomenirea lui Costache a Saftei”; „cu tot neamu lor cel din vieac”. În partea de sus sunt crestate 3 făclii, cea din mijloc perforată pentru păstrat în cui în afara zilelor de pomenire; câmpul pomelnicului pe față și spate este vopsit alb; pe margine conturat cu auriu; sub făclia din mijloc este pictat în triunghi cu roșu negru ochiul lui Dumnezeu, de sub care coboară o linie verticală roșu-negru care împarte spațiul cu numele scrise ale celor vii și morți, încheiat cu textul: „cu tot neamu lor cel din vieac”; pe spate este pictată o cruce neagră și spațiul împărțit pentru vii și morți. | Muzeul Județean Botoșani, Botoșani                                          | Cimec    |
|      | Cravașă                                                   | Datare: 1885 Descoperit: jud. BOTOȘANI, BOTOȘANI Dimensiuni: D: 1,5 cm; 3 cm; 4 cm Material: Lemn de corn; metal (plumb; cupru; alamă); incizat; încrustat; nituit; perforat                                                                      | Cravașă din lemn de corn; strunjit; decorul este dispus în registre și începe de sub inelul care mai păstrează un fragment de piele; aplicații de metal prin nituire, încrustații, dar și zone unde metalul perforat lasă vizibil decorul de lemn: un bovideu cu o inimioară în față; Iisus răstignit; un bovideu cu drapel și cruce pe spate; un registru friză cu repetiții de inimioare de alamă prinse în câte 3 nituri; un registru cu anul 1885 Majaio; inimi, cruci din alamă; aluminiu; cupru și numele MIHAL. DANIS ROIKA ROBEVIST și o friză de cruci și inimioare de metal.                                                                                | Muzeul Județean Botoșani, Botoșani                                          | Cimec    |
|      | Ștergar                                                   | Datare: 1932 Descoperit: jud. BOTOȘANI, com. CONCEȘTI, CONCEȘTI Material: bumbac; arnici; franjuri; țesut în 2 ițe; țesut în 3 ițe; brodat în cruci; croșetat; capetele libere                                                                    | Țesut din bumbac în 2 și 3 ițe, tivit la capete cu găurele, croșetat trei rânduri cu rețea de ochiuri și franjuri lăsate libere. Decor „vrâste” țesute, alternate cu o friză cu flori în ghivece și o friză cu cruci înscrise în romburi; brodat în cruci cu arnici, alb, roșu, negru, albastru. | Muzeul Județean Botoșani, Botoșani                                          | Cimec    |
|      | Ștergar                                                   | Datare: 1923 Descoperit: jud. BOTOȘANI, com. FRUMUȘICA, BOSCOTENI Material: bumbac; arnici; țesut în 2 ițe; brodat în cruci | Ștergar de formă dreptunghiulară, țesut în 2 ițe din fire de bumbac în gospodărie, croit, tivit la capete cu două rânduri de găurele mici. Decor țesut în „vrâste” cu roșu – negru și brodat cu arnici în cruci dispus în două frize (o friză cu pomul vieții și câte două grupe păuni afrontați cu pom la mijloc; și o friză brodată cu câte patru pomi în vase); roșu, negru. | Muzeul Județean Botoșani, Botoșani                                          | Cimec    |
|      | Ștergar Autor: Brînză, Maria                              | Datare: 1908 Descoperit: jud. BOTOȘANI, FLAMÂNZI Material: bumbac; arnici; țesut în 2 ițe; ales; tivit; croșetat | Ștergar țesut din fire de bumbac în 2 ițe în gospodărie; croit, tivit cu arnici roșu în zig-zag la capete, un rând croșetat și legați motocei albi. Decor dispus în „vrâste” țesute cu fir de bumbac vopsit în flori de tei (vegetal) și frize cu stele și raze în X, alternate cu „pomul vieții”; alb, galben, roșu, negru, decor la ambele capete. | Muzeul Județean Botoșani, Botoșani                                          | Cimec    |
|      | Ștergar                                                   | Datare: 1919 Descoperit: jud. BOTOȘANI, FLAMÂNZI Material: bumbac; arnici; țesut în 2 ițe; ales | Ștergar țesut în 2 ițe în gospodărie cu decor alesătură la cele două capete, dispus în câte trei frize alternate cu „vrâste” (friză astrală - stele; friză cruci și romburi; friză păsări afrontate cu pomul vieții); alb, galben, roșu, negru. | Muzeul Județean Botoșani, Botoșani                                          | Cimec    |
|      | Prostire de pat Autor: A.M.                               | Datare: 1908 Descoperit: jud. BOTOȘANI, com. LEORDA, LEORDA Material: bumbac; arnici; dantelă; țesut în 2 ițe; brodat în cruci; croșetat | Prostire de pat compusă din două fâșii de pânză de lățimi diferite, brodate în cruci cu arnici roșu și negru, o fâșie cu decor antropomorf – zoomorf (călăreți) cu repetiție dublă a semnăturii cu inițiale A.M. printre călăreți; altă fâșie cu decor floral (flori stilizate în opt petale pe „vrej”), și două dantele (una dreaptă cu decor croșetat în cruci înscrise în romburi și una în colțuri, cu decor friză de cocoși). | Muzeul Județean Botoșani, Botoșani                                          | Cimec    |
|      | Ștergar                                                   | Datare: 1919 Descoperit: jud. BOTOȘANI, com. PĂLTINIȘ, HORODIȘTEA Material: bumbac; arnici; dantelă; țesut în 2 ițe; croit; tivit; brodat în cruci; croșetat                                                                                      | Ștergar țesut în 2 ițe în gospodărie din fire de bumbac; croit, tivit la capete cu găurele și cu dantelă croșetată. Decor brodat în cruci pe cele două capete ale ștergarului: fitomorf (pomul vieții cu flori, crengi și contur de coroană), pe pom câte un decor avimorf (doi cocoși afrontați ce par a fi pregătiți de luptă); alb, galben, roșu, negru. | Muzeul Județean Botoșani, Botoșani                                          | Cimec    |
|      | Ștergar                                                   | Datare: 1900 Descoperit: jud. BOTOȘANI, FLAMÂNZI Material: bumbac; lână; arnici; țesut în 2 ițe; tivit cu găurele; brodat în cruci; croșetat | Ștergar țesut în 2 ițe „în cadril” din fire de bumbac și lână, în gospodărie; croit, tivit cu găurele și croșetat și legați motocei roz. Decor în friză la cele două capete, repetiție de brăduți; roșu, galben, albastru, brodat în cruci, alternați cu crenguțe cu negru; croit din două foi. | Muzeul Județean Botoșani, Botoșani                                          | Cimec    |
|      | Ștergar                                                   | Datare: 1900 Descoperit: jud. BOTOȘANI, FLAMÂNZI Material: bumbac; lânică; arnici; țesut în 2 ițe; tivit cu găurele; brodat în cruci; croșetat | Ștergar țesut în 2 ițe „în cadril” din fire de bumbac și lână albă, în gospodărie; croit din două foi, tivit la capete cu găurele, croșetat pe margine un rând de care sunt legați motocei roz. Decor brodat în cruci boboci de floare, repetiție pe vrej, câte o friză la cele două capete; roșu, verde. | Muzeul Județean Botoșani, Botoșani                                          | Cimec    |
|      | Prostire de pat                                           | Datare: 1920 Descoperit: jud. BOTOȘANI, BOTOȘANI Material: bumbac; arnici; dantelă; țesut în 2 ițe industrial; brodat în cruci; croșetat | Prostire de pat compusă din două fâșii de pânză țesută industrial, croită de lățimi diferite, tivite cu găurele. Fâșia lată de pânză este fără decor; fâșia îngustă este brodată în cruci cu arnici roșu – negru cu decor avimorf (curci) alternat cu pomul vieții și două dantele croșetate cu „iglița” în gospodărie: una cu decor avimorf (cuci), fitomorf și romburi, alta croșetată în colțuri cu decor geometrizant (zig-zag, romburi mari și cruci). | Muzeul Județean Botoșani, Botoșani                                          | Cimec    |
|      | Față de masă Autor: Simionescu Maria                      | Datare: 1908 Descoperit: jud. BOTOȘANI, com. COPĂLĂU Material: bumbac; arnici; dantelă; țesut în 2 ițe; brodat în cruci; croșetat | Piesă țesută în 2 ițe din fire de bumbac în gospodărie sătească, în „cadril”; tivită cu găurele, încheiată la mijloc cu dantelă cu decor floral croșetat cu „iglița”, cu un chenar de dantelă pe patru laturi croșetată în gospodărie cu frunze în vrej lată de 5,5 cm, înscris în chenar de pânză cu decor floral brodat în cruci cu arnici roșu, dispus în friză, încheiată pe margine cu o dantelă lată de 3,5 cm croșetată în rețea de romburi mici și o repetiție de flori. | Muzeul Județean Botoșani, Botoșani                                          | Cimec    |
|      | Brâu                                                      | Datare: 1920 Descoperit: jud. BOTOȘANI, BOTOȘANI Material: catifea; pânză; mărgele; carton; țesut indfustrial; brodat; cusut | Formă dreptunghiulară; mărgele mici colorate: alb, roșu, portocaliu, bleu, albastru. Brodat cu decor floral și avimorf (două păsări afrontate cu ciocul ridicat și aripile desfăcute, șezând; cu o floare la mijloc); brodat pe catifea neagră, dublată pe spate cu pânză roșie, țesut industrial și carton. | Muzeul Județean Botoșani, Botoșani                                          | Cimec    |
|      | Stan femeiesc                                             | Datare: 1890 Descoperit: jud. BOTOȘANI, com. RĂDĂUȚI-PRUT, REDIU Material: pânză; bumbac; arnici; țesut în 2 ițe; croit; brodat în cruci; încheiat cu acul                                                                                        | Cămașă femeiască (stan); pânza țesută din fire de bumbac în 2 ițe, pătrat la gât, despicată la piept, închisă cu un nasture mic; la umeri croită zlatcă, brodată în cruci, cu stele înscrise în rețea de pătrate; la piept decor din frunze dispuse în vrej; mânecile cu decor șiruri florale și struguri; la pumnari, încreț fix. Brodat cu arnici roșu și negru. | Muzeul Județean Botoșani, Botoșani                                          | Cimec    |
|      | Ștergar                                                   | Datare: 1896 Descoperit: jud. BOTOȘANI, BOTOȘANI Material: pânză; bumbac; arnici; țesut în 2 ițe; brodat în cruci; tivit cu găurele; încheiat cu cheițe                                                                                           | Ștergar țesut în 2 ițe în gospodărie din fire de bumbac; croit, tivit margini cu găurele. Decor brodat în cruci, cu roșu, negru; cocoși afrontați cu pomul vieții la mijloc, între cocoși. Dispus în patru frize, pe patru foi, încheiate cu cheițe. | Muzeul Județean Botoșani, Botoșani                                          | Cimec    |
|      | Cămașă femeiască                                          | Datare: 1900 Descoperit: jud. Botoșani, BOTOȘANI Material: bumbac; pânză; mătase; țesut în 2 ițe; arnici | Ie din pânză de bumbac țesut în 2 ițe, croit cu despicătură la piept; rotund la gât, încrețită fix cu o bentiță brodată la mâneci și gât, cu pavă sub braț; decor geometrizant la altiță și piept; fitomorf pe mâneci; crenguțe de frunze și flori pe mâneci și păsări mici afrontate de o parte și alta a despicăturii de la piept; brodat peste fire cu mătase. Cromatica: galben și alb, conturat cu arnici negru în cruci. | Muzeul Județean Botoșani, Botoșani                                          | Cimec    |
|      | Ștergar Autor: Floarea, P. ; Muscal, I.                   | Datare: martie 1924 Descoperit: jud. Botoșani, com. CRISTEȘTI, ONEAGA Material: bumbac; pânză; țesut în 2 ițe; arnici; brodat în cruci; croșetat                                                                                                  | Ștergar croit din pânză de bumbac, țesut în 2 ițe, forma dreptunghiulară, tivit cu găurele și croșetat la capete; decor antropomorf, fitomorf, avimorf; două siluete feminine afrontate cu mâinile ridicate către pomul vieții în care stau două păsări afrontate în partea de sus a pomului și două păsări afrontate la tulpină; deasupra compoziției este brodat anul, luna și autorul ștergarului; brodat în cruci. Cromatica: alb, roșu, albastru, negru. | Muzeul Județean Botoșani, Botoșani                                          | Cimec    |
|      | Păretar Autor: Bejenaru, Catinca                          | Datare: 1880 Descoperit: jud. Botoșani, com. ORAȘ SĂVENI, PETRICANI Material: cânepă; lână; țesut în 2 ițe; ales | Formă dreptunghiulară, urzeala cânepă, băteala canură, țesut în 2 ițe, ales. Decor antropomorf, zoomorf, fitomorf, avimorf, spre capetele păretarului, două siluete de bărbați cu mâinile întinse țin de căpăstru și mână câte doi cai și care încadrează la mijloc o cloșcă cu trei pui între doi pomi ai vieții în spatele unui cal. Păretarul are un chenar în „zimți” pe latura de jos. Cromatica: brun, roșu, alb, mov, gri. | Muzeul Județean Botoșani, Botoșani                                          | Cimec    |
|      | Lăicer                                                    | Datare: 1890 Descoperit: jud. Botoșani, BOTOȘANI Material: păr; lână; bumbac; țesut în 2 ițe; ales | Lăicer de formă dreptunghiulară cu urzeala din păr, băteala din canură și bumbac, țesut în 2 ițe cu alesătură. Decor geometrizant, fitomorf, antropomorf, astral; pe câmpul lăicerului sunt țesute trei stele încadrate de câte două siluete de fete stilizate și de câte șase romburi mici între razele stelelor sus și jos; stelele alternează cu trei pomi ai vieții. Cromatica: maro, alb, galben, roz. | Muzeul Județean Botoșani, Botoșani                                          | Cimec    |
|      | Lăicer                                                    | Datare: 1870 Descoperit: jud. Botoșani, com. SULIȚA Material: păr; lână; țesut în 2 ițe; ales | Lăicer cu urzeala de păr de oaie, băteala canură, țesut în 2 ițe cu alesătură. Decor geometrizant, la capete sunt țesute două flori stilizate care încadrează doi cocoși afrontați cu doi pomi ai vieții la mijloc; decorul de pe câmpul lăicerului este închis pe laturile lungi în chenar. Cromatica: negru, alb, gri, portocaliu, roșu, roz, vernil, galben. | Muzeul Județean Botoșani, Botoșani                                          | Cimec    |
|      | Ștergar                                                   | Datare: 1898 Descoperit: jud. Botoșani, com. VLĂDENI, BREHUIEȘTI Material: pânză; bumbac; țesut în 2 ițe; tivit cu găurele; brodat în cruci | Pânză de bumbac, țesut în două ițe, formă dreptunghiulară, tivit cu găurele, franjuri croșetate și fire libere, brodat în cruci. Decor antropomorf, zoomorf și scheomorf la cele două capete ale ștergarului, câte două siluete femei cu capre la adăpat; o femeie toarnă apă în vas aducând capra legată spre vasul cu apă și altă femeie, mână capra spre vas; femeile sunt îmbrăcate în costum popular; brodat în cruci, cu roșu și negru; scena se desfășoară asemănătoare la ambele capete pe iarba brodată cu negru. | Muzeul Județean Botoșani, Botoșani                                          | Cimec    |
|      | Ștergar                                                   | Datare: 1899 Descoperit: jud. Botoșani, com. VLĂDENI, BREHUIEȘTI Material: pânză; bumbac; țesut în 2 ițe; arnici; brodat în cruci | Pânză de bumbac, țesut în 2 ițe în gospodărie, formă dreptunghiulară cu franjuri din urzeală, brodat la cele două capete cu temă diferită: la un capăt un vas cu fori (trandafiri), între două vaci afrontate cu inițiale deasupra S și M, la celălalt capăt este brodată o scenă la fântână, bărbat cu cal la adăpat, fântână și pomul cu mere, fată cu cobilița pleacă cu apă. Deasupra scenei text: bună dimineața și anul 1899, brodat în cruci cu arnici roșu, negru, galben. | Muzeul Județean Botoșani, Botoșani                                          | Cimec    |
|      | Cămașă femeiască                                          | Datare: 1889 Descoperit: jud. Botoșani, BOTOȘANI Material: bumbac; lână țigaie; mărgele; pânză industrială; țesut; ales; tivit cu găurele | Cămașă de poală; stanul țesut în două ițe, ales cu brăduți, bumbac și lână țigaie. Părțile componente ale cămășii sunt tivite cu găurele duble, încheiat cu dantelă albă croșetată, despicată la piept. La mâneci și piept croșetată și tivită cu mărgele mici albastre; pentru legat la gât un rest de șnur albastru. | Muzeul Județean Botoșani, Botoșani                                          | Cimec    |
|      | Cămașă bărbătească                                        | Datare: 1888 Descoperit: jud. Botoșani, BOTOȘANI Material: bumbac; lână; țesut în 2 ițe; ales; cheiță | Cămașă bărbătească - stan; țesut în 2 ițe, ales, bumbac și lână țigaie. Decor geometrizant, dispus în șiruri, romburi, vrâste pe mâneci, piept, spate. Părțile componente ale cămășii sunt încheiate în cheițe. La mâneci și piept sunt brodate în cruci musculițe negre. La gât închisă cu nasture mic negru. Cromatica: alb, bej. | Muzeul Județean Botoșani, Botoșani                                          | Cimec    |
|      | Scoarță Autor: Bejenaru, Catinca                          | Datare: sf. sec. XIX Descoperit: jud. Botoșani, com. SĂVENI, PETRICANI Material: lână; tors; răsucit; urzeală; canură; vopsit vegetal; vopsit chimic; ales cu mâna                                                                                | Formă dreptunghiulară, decor complex; reprezentarea obiceiurilor de iarnă; jocul cerbului; motive avimorfe (cocoș, găină); motve zoomorfe (cal, mânz, țap); motive fitomorfe (crenguțe de brad); motive antropomorfe (călăreț, brăduț, femeie); motive scheomorfe (umbrelă, masă, oală de lut); motive geometrice (romb). | Muzeul Județean Botoșani, Botoșani                                          | Cimec    |
|      | Scoarță                                                   | Datare: sf. sec. XIX Descoperit: jud. Botoșani, com. MIHĂILENI, MIHĂILENI Material: lână; urzeală; băteală; canură; vopsit vegetal; vopsit chimic; țesut; ales cu mâna                                                                            | Formă dreptunghiulară; chenar dinți de ferăstrău; decor avimorf, o pasăre cu plic în cioc, în zbor; o pasăre pe floarea din vas, cu aripile desfăcute; decor antropomorf (pereche femeie, bărbat la braț, femeia cu pălărie și rochie clopot, bărbatul cu pălărie, mustață; haină și pantaloni de culori diferite și baston în mâna stângă); decor fitomorf (două vase cu pomul vieții – reprezentat floral, încadrează perechea). | Muzeul Județean Botoșani, Botoșani                                          | Cimec    |
|      | Scoarță                                                   | Datare: sf. sec. XIX Descoperit: jud. Botoșani, com. NICȘENI, DOROBANȚI Material: lână; bumbac; urzeală; băteală; vopsit vegetal; vopsit chimic; țesut; ales cu mâna                                                                              | Formă dreptunghiulară cu un chenar floral pe cele patru laturi; pe câmpul covorului, două perechi (băiat și fată) se țin de mână în horă; fetele sunt îmbrăcate cu rochii cu mâneci scurte și acoperite pe cap cu broboadă legată la spate, băieții sunt îmbrăcați în tunică scurtă și pantaloni prinși în partea de jos în șosete. Cromatica: negru, gri, roz, verde deschis, verde închis, albastru, ocru, maro. | Muzeul Județean Botoșani, Botoșani                                          | Cimec    |
|      | Covor                                                     | Datare: 2/2 sec. XIX Descoperit: jud. Botoșani, com. Ipotești Material: lână; cânepă; țesut în 2 ițe; urzeală | Covor din lână cu urzeală din cânepă, țesut în două ițe, cu fond verde, decorat cu romburi și chenar cu decor Karamany - coarne de berbec; lână vopsită cu culori vegetale: orange, bej, verde, și chimice: alb, negru. A aparținut familiei Eminovici, fiind realizat în mănăstirea Agafton, pentru Raluca Eminovici. A fost găsit în 1884, folosit ca așternut de pat, în camera în care a locuit Gh. Eminovici, în atenansa casei. | Memorialul Ipotești - Centrul Național de Studii „Mihai Eminescu”, Botoșani | Cimec    |
|      | Scoarță                                                   | Datare: 2/2 sec. XVIII Descoperit: jud. Botoșani, com. Ipotești Material: lână; cânepă; țesut în 2 ițe; urzeală | Scoarță de perete, țesută în două ițe, cu urzeală de cânepă și băteală de lână vopsită cu culori vegetale; decor cu vârste cu motivul tricolorului și cu frunze de stejar și ghinde pe decor negru. A aparținut familiei Eminovici, fiind realizat în mănăstirea Agafton, pentru Raluca Eminovici. A fost găsit în 1884, folosit ca păretar, în camera în care a locuit Gh. Eminovici, în atenansa casei. | Memorialul Ipotești - Centrul Național de Studii „Mihai Eminescu”, Botoșani | Cimec    |
|      | Lăicer                                                    | Datare: 1888 Descoperit: jud. BOTOȘANI, DOROHOI Material: păr; canură; urzeală; țesut în 2 ițe; vopsit | Lăicer țesut în două ițe; urzeala din păr natural; băteala canură naturală și vopsită vegetal; decor alternanță de „vrâste” și „scaune”. Cromatica: alb, gri, brun, vernil și negru. | Muzeul Județean Botoșani, Botoșani                                          | Cimec    |
|      | Ie                                                        | Datare: 1928 Descoperit: jud. BOTOȘANI, com. SANTA MARE, RÂNGHILEȘTI Material: pânză de bumbac; țesut în stative în 2 ițe; croit, încheiat în cheițe; brodat cu arnici în cruciulițe și peste fire                                                | Pânză de bumbac țesută în două ițe; croit din două foi față-spate, clini pe laterale, pave sub braț; mâneci din câte o foaie, cu o completare încheiată în cheițe; părțile cămășii tivite cu găurele, încheiate cu fir de bumbac mov; dantelă croșetată la gât și mâneci; decor geometrizant, floral, stilizat, fitomorf; dispus în repetiție de frize la altiță, în șiruri pe mâneci, în față și la spate; brodat în cruciulițe și peste fire, cu arnici albastru, galben, roșu, albastru, verde, negru. | Muzeul Județean Botoșani, Botoșani                                          | Cimec    |
|      | Catrință                                                  | Datare: 1898 Descoperit: jud. BOTOȘANI, com. CRISTEȘTI, ONEAGA Material: păr; scărmănat; pieptănat; tors; răsucit; fir metalic argintiu; țesut în stative în 4 ițe; ales; croșetat                                                                | Catrință țesută în stative în patru ițe, cu fir negru natural și păr vopsit roșu pentru betița de la poale, dispusă orizontal; decor „vrâste” verticale cu fir metalic argintiu dispuse de la talie spre poale; catrința are la spate o fâșie țesută câmp liber, fără decor. Cromatica: negru, roșu, argintiu. | Muzeul Județean Botoșani, Botoșani                                          | Cimec    |
|      | Bariz                                                     | Datare: 1924 Descoperit: jud. BOTOȘANI, com. PĂLTINIȘ, PĂLTINIȘ Material: păr alb; țesut în 2 ițecroit; croșetat | Bariz țesut în două ițe în stative, din fire de păr pieptănat, tors, croit, croșetat pe cele patru laturi; decor din țesătură, repetiție de vrâste late. Cromatica: alb. | Muzeul Județean Botoșani, Botoșani                                          | Cimec    |
|      | Suman Autor: Gorbănescu Mihai                             | Datare: 1900 Descoperit: jud. BOTOȘANI, com. BĂLUȘENI, ZĂICEȘTI Material: păr; canură; scărmănat; pieptănat, tors; răsucit; țesut în 4 ițe în război orizontal; stofă dată la piuă; croit; încheiat cu acul                                       | Suman bărbătesc, croit din stofă de suman, țesut în stative, în patru ițe din păr și canură, cu fir natural; croit cu guler răsfrânt, mâneci largi; față și spate în clini; buzunare pieziș, dublate în interior. Decor cu sarad, motiv geometrizant, aplicat la guler, umeri, baza mânecilor, buzunare; pe linia de îmbinare a clinilor, la poale, la partea din față și spate. Din zona umerilor, pe spate sunt lăsate libere șnururi împletite și cu motocei la capete; talia marcată cu sarad, la spate. Cromatică: lână nevopsită, seină, negru. | Muzeul Județean Botoșani, Botoșani                                          | Cimec    |
|      | Sfinții Isaia, Pantelimon, Hristofor                      | Datare: 3/4 sec. XIX Descoperit: jud. BOTOȘANI, BOTOȘANI Dimensiuni: Gr: 1,5 cm Material: lemn; tăiat; geluit; pe verso o punte antitorsională semiîngropată; negrunduit; pictat                                                                  | Icoană pictată pe lemn, cu o punte antitorsională semiîngropată pe verso; pe față sunt pictați în picioare, trei sfinți, care au nimburi maro închis, conturate subțire cu alb. Toți trei sfinții poartă crucea pe umărul drept. Isaia are stihar verde și mantie roșie; Pantelimon are stihar ocru, sacos roșu deschis cu falduri și mantie verzui, în mâna stângă ridicată la piept ține un coș cu poame vindecătoare din care iese un șarpe, simbol al medicinii; Hristofor este sfânt militar, are capul zoomorfizat, și cu mâna stângă coborâtă pe lângă trup, ține sabia; peste veșmântul militar, are mantie roșie.                                            | Muzeul Județean Botoșani, Botoșani                                          | Cimec    |
|      | Păretar                                                   | Datare: 1898 Descoperit: jud. BOTOȘANI, SĂVENI Material: păr; canură; băteală; țesut în 2 ițe; vopsit; ales | Păretar țesut în gospodărie sătească, urzeala păr, băteala canură, țesut în două ițe. Decor geometrizant: „vrâste” și romburi, alese. Culori naturale (alb, negru, gri) și fire vopsite (vernil, ocru, galben, roșu, grena). | Muzeul Județean Botoșani, Botoșani                                          | Cimec    |
|      | Brâu bărbătesc lat                                        | Datare: 1910 Descoperit: jud. BOTOȘANI, com. COȘULA, ȘUPITCA Material: păr; pieptănat; tors; vopsit; răsucit; țesut în 4 ițe; mătase | Brâu lat bărbătesc, țesut în patru ițe, cu păr scărmănat, pieptănat, tors; natural și vopsit; la capete franjuri lungi, răsucite. Decor la un capăt, două „vrâste” (una subțire, una lată) cu fir negru de mătase în țesătură. Cromatica: roșu, negru. | Muzeul Județean Botoșani, Botoșani                                          | Cimec    |

## Fond
| Foto | Informații generale                                  | Detalii tehnice | Descriere | Deținător                          | Legături |
| ---- | ---------------------------------------------------- | --- | --- | ---------------------------------- | -------- |
|      | Fotă                                                 | Datare: 1898 Descoperit: jud. BOTOȘANI, DOROHOI Material: in; fir metalic argintiu; lânică; țesut; ales                                                                                                 | Fotă țesută, aleasă cu fir de in, fir metalic argintiu, fir lână; decor geometrizant, la părțile din față și la poale decor în tablă; la partea din spate decorul este rețea de romburi; pe toată suprafața decorului în repetiție sunt alese cu lână roșie, romburi mici; la poale și la părțile laterale fota este festonată cu lână roșie; la partea din față a fotei sunt cusute două panglici scurte; culori: tricolor, alb, argintiu, roșu.                                                                                       | Muzeul Județean Botoșani, Botoșani | Cimec    |
|      | Vâlnic                                               | Datare: 1897 Descoperit: jud. BOTOȘANI, DOROHOI Material: păr de oaie; fir metalic auriu; țesut; ales; pânză bumbac; țesut industrial                                                                   | Fir păr alb de oaie și fir de lână colorat, fir metalic auriu; țesut; ales în gospodărie; decor geometrizant, stelar, floral stilizat; dispus în friză lată la părțile din față și la poale și în patru șiruri cu motive în alternanță pe partea de la spate; marginea la poale este festonată cu lână colorată în alternanță de culori; partea de la talie a vâlnicului este în pui ficși, tiviți în interior cu o panglică din pânză galbenă de bumbac; culori: alb, auriu, vernil, roșu, galben.                                     | Muzeul Județean Botoșani, Botoșani | Cimec    |
|      | Batistă de vornicel                                  | Datare: 1920 Descoperit: jud. SUCEAVA, com. SLATINA, GĂINEȘTI Material: pânză de bumbac; arnici; mărgele; fluturi metalici; țesut în 2 ițe; brodat în cruci; cusut                                      | Pânză de bumbac țesut în două ițe în gospodărie; croit; legat franjuri din urzeală lungi de trei cm; decor floral dispus în buchete în cele patru colțuri; semnat cu inițialele „t i”; cusut pe câmp și în jurul florilor, fluturi metalici argintii cu mărgeluțe mici; decorul floral, inițialele și un dreptunghi în rețea de romburi, brodat cu arnici în cruci; culori: alb, roșu, negru, verde, bleu, vernil. | Muzeul Județean Botoșani, Botoșani | Cimec    |
|      | Catrință                                             | Datare: 1870 Descoperit: jud. BOTOȘANI, DOROHOI Material: urzeală păr de oaie; băteală lână (canură); țesut în 4 ițe; ales                                                                              | Urzeală păr de oaie; bâteală canură; țesut în patru ițe; în ozoare; decor geometrizant; vrâste înguste vertical de la talie spre poală și două frize late de 10 cm în rețea de romburi, la talie și poală; la talie catrința este dublată cu o panglică lată de doi cm împletită din lână; poala este tivită cu un șnur împletit în trei, din lână; culori: maro, alb, roșu. | Muzeul Județean Botoșani, Botoșani | Cimec    |
|      | Opreg                                                | Datare: 1948 Descoperit: jud. BOTOȘANI, DOROHOI Material: catifea; arnici; fir metalic; bumbac; păr de oaie; mărgele; fluturi metalici; țesut în 4 ițe; brodat; brodat; răsucit                         | Opreg din catifea neagră cu decor brodat floral cu arnici roz, albastru, roșu, mov, bleu, vernil; cu fluturi metalici și mărgeluțe albe presărați în jurul frunzelor și florilor; sub flori sunt brodate cu fir metalic argintiu crenguțe cu capetele în spirală; pe trei laturi opregul este tivit cu panglică de mătase mov peste care se suprapune o panglică din fir metalic auriu; sub tivitură sunt prinse fire albe de bumbac și fire de păr care cad libere spre poală.                                                         | Muzeul Județean Botoșani, Botoșani | Cimec    |
|      | Batistă de vornicel Autor: Botiuc Maria              | Datare: 1918 Descoperit: jud. BOTOȘANI, FLAMÂNZI Material: pânză de bumbac; arnici; țesut în 2 ițe; brodat în cruci; cusut                                                                              | Pânză de bumbac țesut în două ițe; croit pătrat; tivit cu găurele duble pe cele patru laturi; decor geometrizant, val, motiv floral, fitomorf; brodat în cruci; culori: alb, roșu, negru. | Muzeul Județean Botoșani, Botoșani | Cimec    |
|      | Batistă de vornicel Autor: Botiuc Maria              | Datare: 1918 Descoperit: jud. BOTOȘANI, FLAMÂNZI Material: pânză de bumbac; arnici; țesut în 2 ițe; brodat în cruci; cusut                                                                              | Pânză de bumbac țesut în două ițe în gospodărie; croit pătrat; tivit pe margini cu arnici negru în zig-zag; decor floral dispus în friză pe cele patru laturi, alcătuind un chenar, care închide pe patru colțuri câte un motiv stelar; brodat în cruci; culori: alb, roșu, negru. | Muzeul Județean Botoșani, Botoșani | Cimec    |
|      | Batistă de mire                                      | Datare: 1890 Descoperit: jud. BOTOȘANI, FLAMÂNZI Material: pânză de bumbac; țesut în 2 ițe; brodat în cruci; arnici; cusut; tivit; ajur; croșetat; motocei                                              | Pânză de bumbac țesut în două ițe în gospodărie; croit în formă de pătrat; tivit pe patru laturi cu decor în zig-zag cu arnici roșu; croșetat și legați motocei: alb, roșu, negru; decor floral (trandafiri) dispus în friză pe cele patru laturi și decor astral, patru stele pe colțuri în interiorul frizelor de trandafiri; brodat în cruci; culori: alb, roșu, negru. | Muzeul Județean Botoșani, Botoșani | Cimec    |
|      | Batistă de mire Autor: Aglaia                        | Datare: 1900 Descoperit: jud. BOTOȘANI, SĂVENI Material: pânză de bumbac; țesut în 2 ițe; brodat peste fire; arnici; croit; tivit; ajur                                                                 | Pânză de bumbac țesut în două ițe în gospodărie; croit în formă de pătrat; tivit pe cele patru laturi, la exterior cu șnur roșu croșetat; în interior ajur și chenar geometrizant; decor floral dispus în patru colțuri; pe o latură două crenguțe dispuse în litera T, cu patru buchete de frunze conturate cu arnici negru; pe unul din colțuri, deasupra florii este brodat prenumele „druștei" (domnișoara de onoare la nuntă); culori: alb, roșu, galben, negru.                                                                   | Muzeul Județean Botoșani, Botoșani | Cimec    |
|      | Batistă de mire Autor: Timofte Aspazia               | Datare: 1930 Descoperit: jud. BOTOȘANI, com. COPĂLĂU, COPĂLĂU Material: pânză de bumbac; arnici; țesut în 2 ițe; brodat în cruci                                                                        | Pânză de bumbac țesut în două ițe în gospodărie; croit în formă de pătrat; tivit pe cele patru laturi cu ajur; pe un colț cruce din ajur; decor fitomorf în friză (frunze de stejar cu ghindă) și pe colțuri, patru buchete de trandafiri; brodat în cruci; culori: alb, vernil, verde, galben, grena, roz, maro. | Muzeul Județean Botoșani, Botoșani | Cimec    |
|      | Păretar Autor: Popovici Maria                        | Datare: 1880 Descoperit: jud. BOTOȘANI, CERCHEJENI Material: urzeală păr de oaie; băteală lână; cânepă; bumbac; țesut în 2 ițe; ales; arnici                                                            | Dreptunghiular, urzeală cânepă, bumbac, păr; țesut în două ițe, ales; decor floral la chenarul pe cele două laturi lungi; pe câmpul țesăturii decor fitomorf și avimorv în repetiție; trei perechi de cuci afrontați așezați pe crengi; culori naturale: alb, gri, negru; culori chimice: roșu, roz, ocru, bleu. | Muzeul Județean Botoșani, Botoșani | Cimec    |
|      | Fotă                                                 | Datare: 1905 Descoperit: jud. MEHEDINȚI, STREHAIA Material: mătase; fir metalic auriu și argintiu; țesut în 4 ițe; ales; tivit                                                                          | Mătase țesut în patru ițe cu alesătură de mătase; fire metalice aurii și argintii; decor geometrizant; rețea de romburi pe câmpul albastru închis; la partea din față a fotei și la poală decor compact dispus în friză lată de 23 cm încadrată în chenar cu alesătură de mătase și fir metalic; culori: albastru închis, auriu, argintiu, ocru, mov, bleu, grena. | Muzeul Județean Botoșani, Botoșani | Cimec    |
|      | Catrință                                             | Datare: 1938 Descoperit: jud. BOTOȘANI, BOTOȘANI Material: păr de oaie; bumbac; fir metalic; țesut în 4 ițe                                                                                             | Piesă de port popular femeiesc; țesut în gospodărie în patru ițe; cu decor geometrizant; repetiție de „vrâste" pe verticală; cu betiță lată de trei cm la talie și la poale, dispusă orizontal; pe mijlocul vrâstelor în țesătură este vizibil fir metalic subțire; culori: negru, verde, albastru, alb, grena, portocaliu. | Muzeul Județean Botoșani, Botoșani | Cimec    |
|      | Zăvelcă                                              | Datare: 1897 Descoperit: jud. BOTOȘANI, DOROHOI Material: păr de oaie; fir metalic auriu; țesut; ales; pânză bumbac; țesut în atelier urban                                                             | Fir de păr de oaie alb și colorat, fir metalic auriu; țesut în două ițe, ales; decor geometrizant, dispus în două frize laterale și o friză lată la poale; marginea la poale este festonată cu lânică în alternanță de culori; pe câmpul zăvelcii decorul este alesătură florală stilizată și cu repetiție stelară; la partea de la talie este cusută în interior o fâșie din pânză țesută industrial, cu capetele lungi pentru legat; culori: alb, auriu, roșu, vernil, galben.                                                        | Muzeul Județean Botoșani, Botoșani | Cimec    |
|      | Coltuc                                               | Datare: 1899 Descoperit: jud. BUCUREȘTI Material: Pânză de bumbac; pânză de cânepă; arnici; țesut în 2 ițe; croit; brodat în cruci                                                                      | Față de pernuță din pânză de bumbac, țesut în 2 ițe în gospodărie, croit pătrat; tivit pe 2 laturi cu găurele cu arnici verde; dosul croit din pânză de cânepă, țesut în 2 ițe în gospodărie; decor pe față brodat cu arnici, în cruciulițe; floral în chenar „vrej” pe 4 laturi; central pe câmpul feței de pernuță este brodat un element astral (stea) înscris în medalion cu 8 flori stilizate; roșu; negru; portocaliu. | Muzeul Județean Botoșani, Botoșani | Cimec    |
|      | Ștergar Autor: Bordianu, Anica                       | Datare: 1925 Descoperit: jud. BOTOȘANI, FLAMÂNZI Material: pânză; bumbac; arnici; țesut în 2 ițe; ales                                                                                                  | Ștergar de formă dreptunghiulară, țesut în 2 ițe din bumbac cu „vrâste” din fire de bumbac, vopsite galben în coajă de ceapă. Decor geometrizant, dispus în frize de romburi, alternate cu „vrâste”; ales; țesut; alb, galben, roșu, negru, dispus la ambele capete. | Muzeul Județean Botoșani, Botoșani | Cimec    |
|      | Ștergar Autor: Brînză, Maria                         | Datare: 1906 Descoperit: jud. BOTOȘANI, BOTOȘANI Material: pânză; bumbac; arnici; țesut în 2 ițe; ales                                                                                                  | Ștergar țesut în 2 ițe în gospodărie sătească din fire de bumbac, având ca decor alternanță de vrâste și frize cu romburi alese; galben, roșu, negru. | Muzeul Județean Botoșani, Botoșani | Cimec    |
|      | Bundiță                                              | Datare: 1950 Descoperit: jud. Botoșani, com. VORONA, ICUȘENI Material: piele; prim; lânică; pânză; dubit; ras; țesut în 4 ițecusut; brodat                                                              | Este confecționată din piele de miel, dubit, ras și îndepărtată blana, croit, dublat cu stofă de suman țesut în 4 ițe, brodat cu decor floral dispus în frize, încheiat, căptușit în interior peste suman cu pânză țesut industrial. La umeri, gât, părțile din față și poale, bundița este brodată cu prim negru țesut și cu bucle ridicate cu andreaua. Cromatica: alb, negru, vernil, verde, mov, portocaliu, roșu, bleu, maro. | Muzeul Județean Botoșani, Botoșani | Cimec    |
|      | Brâu                                                 | Datare: 1937 Descoperit: jud. Botoșani, com. PĂLTINIȘ Material: păr de oaie; pieptănat; tors; răsucit; vopsit; țesut; ales                                                                              | Urzeala și băteala din păr de oaie, pieptănat, tors, răsucit, vopsit, țesut - ales. Cromatica: roșu, galben, albastru, cu franjuri din urzeală la cele două capete. | Muzeul Județean Botoșani, Botoșani | Cimec    |
|      | Brâu                                                 | Datare: 1951 Descoperit: jud. Suceava, com. SIMINICEA Material: păr; pieptănat; tors; răsucit; vopsit; țesut; ales                                                                                      | Urzeala și băteala din păr, pieptănat, tors, răsucit, vopsit, țesut - ales. Decor rețea de romburi mici. Cromatica: roșu, negru, cu franjuri din urzeală la cele două capete. | Muzeul Județean Botoșani, Botoșani | Cimec    |
|      | Brâu                                                 | Datare: 1935 Descoperit: jud. Botoșani, com. PĂLTINIȘ Material: păr; pieptănat; răsucit; vopsit; țesut; ales                                                                                            | Urzeala și băteala din păr de oaie, pieptănat, tors, răsucit, vopsit, țesut - ales. Cromatica: roșu, galben, cu franjuri din urzeală la cele două capete. | Muzeul Județean Botoșani, Botoșani | Cimec    |
|      | Brâu Autor: Amălinei, Maria                          | Datare: 1925 Descoperit: jud. Botoșani, com. HUDEȘTI, BAȘEU Material: păr de oaie; tors; răsucit; vopsit; țesut; ales                                                                                   | Dreptunghiular, din păr de oaie, tors, răsucit, vopsit, țesut - ales, Decor geometrizant, romburi. Cromatica: roșu, galben, verde, negru, alb, cu franjuri din urzeală la cele două capete. | Muzeul Județean Botoșani, Botoșani | Cimec    |
|      | Brâu                                                 | Datare: 1921 Descoperit: jud. Botoșani, com. PĂLTINIȘ Material: păr de oaie; tors; răsucit; vopsit; țesut; ales                                                                                         | Dreptunghiular, din păr de oaie, tors, răsucit, vopsit, țesut - ales. Decor geometrizant, romburi. Cromatica: negru, portocaliu, roșu, verde, alb, roz, cu franjuri din urzeală la cele două capete. | Muzeul Județean Botoșani, Botoșani | Cimec    |
|      | Brâu Autor: Maxim, Maria                             | Datare: 1938 Descoperit: jud. Botoșani, com. CRISTEȘTI, ONEAGA Material: lână; tors; răsucit; vopsit; țesut; ales                                                                                       | Lână de oaie tunsă, spălată, scărmănată, toarsă, răsucită, vopsită, țesut - ales pe războiul orizontal („stative”). Decor geometrizant. Cromatica: roșu, verde, mov, roz, cu franjuri din urzeală la cele două capete. | Muzeul Județean Botoșani, Botoșani | Cimec    |
|      | Catrință Autor: Maxim, Maria                         | Datare: 1887 Descoperit: jud. Botoșani, com. VORONA, CHISCOVATA Material: păr; lână; mătase; tors; răsucit; vopsit; țesut în 4 ițe; ales                                                                | Catrință de formă dreptunghiulară, țesută în 4 ițe cu alesătură din păr de oaie și bumbac, canură, mătase, decor 10 „vrâste” late de 3,5 cm pe verticală de la talie spre poală unde întretaie două „vrâste” înguste pe orizontală. Cromatica: negru, roșu, verde, grena, galben, bleu. | Muzeul Județean Botoșani, Botoșani | Cimec    |
|      | Catrință                                             | Datare: 1898 Descoperit: jud. Botoșani, com. CRISTEȘTI, ONEAGA Material: păr de oaie; bumbac; tors; răsucit; vopsit; țesut în 4 ițe; ales                                                               | Catrință de formă dreptunghiulară, țesută în 4 ițe cu alesătură din păr de oaie și bumbac mercerizat. Decor repretiție de vrâste înguste pe verticală și orizontală la poale și talie. Decorul de vrâste verticale se întrerupe la spate pe o fâșie lată de 37 cm. Cromatica: negru, galben, roșu, verde, alb. | Muzeul Județean Botoșani, Botoșani | Cimec    |
|      | Poale femeiești Autor: Robu, Profira                 | Datare: 1920 Descoperit: jud. Botoșani, BOTOȘANI Material: pânză; bumbac; dantelă; țesut în 2 ițe; croșetat                                                                                             | Poală de femeie din pânză de bumbac albă, țesut în 2 ițe în gospodărie, croită din 5 clini, decor în partea de jos trei rânduri de ajur lat de 4 cm, iar de tivitura de la poală, de sub ajur este cusută o dantelă croșetată în ploiță cu capetele zimțate. | Muzeul Județean Botoșani, Botoșani | Cimec    |
|      | Poale femeiești                                      | Datare: 1920 Descoperit: jud. Botoșani, DOROHOI Material: pânză; bumbac; arnici; mărgele; țesut în 2 ițe; brodat în cruci; cusut; croșetat                                                              | Poală de femeie din pânză de bumbac, țesut în 2 ițe în gospodărie, cu decor floral stilizat dispus în friză cu chenar, brodat în cruci cu arnici negru, peste care sunt cusute mărgele mici dispuse în raze și în grupe; sub friză, poala are și un rând de ajur sub care este cusut un rând de mărgeluțe cu fluturi, sub care pe tiv este croșetat cu arnici roșu un rând zimțat. Cromatica: alb, negru, roșu, galben, bleu. | Muzeul Județean Botoșani, Botoșani | Cimec    |
|      | Cămașă femeiască Autor: Moisiu, Maria                | Datare: 1909 Descoperit: jud. Botoșani, ȘTEFĂNEȘTI Material: pânză; bumbac; arnici; țesut în 2 ițe; croit; brodat peste fire                                                                            | Ie din pânză de bumbac țesut în 2 ițe în gospodărie, croit; partea din față, spatele și mânecile tivite cu găurele, încheiate în cheițe, cu pavă sub braț. Decor stilizat, pe altiță rețea de romburi; pe mâneci, piept și spate, alternate frize cu triunghiuri și crenguțe cu câte trei frunze dispuse în vrej; brodat peste fire. Cromatica: roșu, negru. | Muzeul Județean Botoșani, Botoșani | Cimec    |
|      | Cămașă bărbătească Autor: Matei, Aspazia             | Datare: 1925 Descoperit: jud. Botoșani, BĂLUȘENI Material: pânză; bumbac; arnici; țesut în 2 ițe; croit; brodat în cruci                                                                                | Cămașă cu poale din pânză de bumbac țesută cu „margine” în 2 ițe, croită cu guler răsfrânt, cu mâneci largi, despicată la piept; poale lungi cu pliuri la talie; tivit cu un rând de ajur la mâneci, piept și poale. Decor floral dispus în friză cu chenar la guler, piept, mâneci și poale. Cromatica: alb, verde, vernil, portocaliu, albastru, mov. | Muzeul Județean Botoșani, Botoșani | Cimec    |
|      | Cămașă femeiască                                     | Datare: 1924 Descoperit: jud. Botoșani, DARABANI Material: pânză; bumbac; arnici; țesut în 2 ițe; croit; brodat peste fire; brodat în cruci                                                             | Ie din pânză de bumbac țesut în 2 ițe în gospodărie; părțile croite din față, spate și clinii de sub braș sunt încheiate mecanic. La gât și mâneci tivit cu găurele; croșetat și încrețit cu șnururi. Decor floral (trandafiri) și geometrizant dispus în frize la spate, față și mâneci și în rețea de pătrate la altiță; brodat în cruci și peste fire. | Muzeul Județean Botoșani, Botoșani | Cimec    |
|      | Cămașă bărbătească Autor: Olărașu, Laura             | Datare: 1930 Descoperit: jud. Botoșani, com. COPĂLĂU Material: pânză; bumbac; arnici; țesut în 2 ițe; croit; brodat în cruci                                                                            | Cămașă bărbat (stan) din pânză de bumbac țesută în 2 ițe; croită rotund la gât, cu platcă lată la umeri, dublată, cu mâneci încrețite cu manșete, cu pavă sub braț. Decor floral (trandafiri); brodat în cruci pe fâșii aplicate pe cele două părți la piept și la manșete; încheiat mecanic; despicat la piept și închis cu capse. Cromatica: alb, roșu, verde, vernil, roz, grena. | Muzeul Județean Botoșani, Botoșani | Cimec    |
|      | Ițari Autor: Turcanu, Hareta                         | Datare: 1956 Descoperit: jud. Botoșani, BOTOȘANI Material: lână; bumbac; țesut în 2 ițe; țesut în 4 ițe                                                                                                 | Ițari, țesuți din lână și bumbac; partea de lână țesută în 2 ițe; completarea la talie și pava sunt croite din pânză de bumbac țesut în 4 ite; tivit mecanic. Cromatica: crem, alb. | Muzeul Județean Botoșani, Botoșani | Cimec    |
|      | Ițari Autor: Turcanu, Hareta                         | Datare: 1956 Descoperit: jud. Botoșani, com. VORONA, ICUȘENI Material: lână; bumbac; țesut în 2 ițe | Ițari, țesuți din lână și bumbac în ozoare; croiți; încheiați mecanic, cu pavă din pânză de bumbac țesut în 2 ițe. Cromatica: alb. | Muzeul Județean Botoșani, Botoșani | Cimec    |
|      | Cămașă bărbătească Autor: Ailincăi Elena             | Datare: 1930 Descoperit: jud. Botoșani, com. COȘULA, COȘULA Material: pânză; bumbac; arnici; țesut în 2 ițe; croit; brodat în cruci                                                                     | Cămașă de băiat din pânză de bumbac, țesută în 2 ițe în gospodărie; croit cu platcă la umeri, mânecile încrețite cu manșete și pavă mică sub braț; încheiată mecanic. Decor floral dispus în friză la manșete și pe platcă, suprapusă, lungă de 34 cm la piept; brodat în cruci. Cromatica: verde, roșu, grena, roz, galben, vernil, mov, albastru. | Muzeul Județean Botoșani, Botoșani | Cimec    |
|      | Izmene                                               | Datare: 1956 Descoperit: jud. Botoșani, BUCECEA Material: pânză; bumbac; țesut în 2 ițe | Izmană pentru portul bărbătesc din pânză de bumbac, țesută în 2 ițe în gospodărie; croit larg, cu pavă în romb la bazin; tivită și încheiată mecanic. Cromatica: alb. | Muzeul Județean Botoșani, Botoșani | Cimec    |
|      | Acoperământ de cap pentru femei                      | Datare: 1928 Descoperit: jud. Botoșani, BOTOȘANI Material: pânză; bumbac; țesut în 2 ițe | Bariz de formă pătrată țesut în 2 ițe din lână și bumbac; decor pe două laturi, câte trei „vrâste” țesute din bumbac, late de un cm; pe cele patru laturi ale barizului sunt trecute câte două fire răsucite din lână și lăsate în ochiuri largi, dantelate. Cromatica: alb. | Muzeul Județean Botoșani, Botoșani | Cimec    |
|      | Acoperământ de cap pentru femei                      | Datare: 1928 Descoperit: jud. Botoșani, FLAMÂNZI Material: pânză; dantelă; țesut; brodat industrial | Batistă albă din pânză de bumbac, țesută industrial, croită triunghiular, tivită mecanic. Pe cele trei laturi pe marginea tiviturii este cusută dantelă în colțișori, lată de 6 cm, brodată industrial; perforat și cu decor floral. Cromatica: alb. | Muzeul Județean Botoșani, Botoșani | Cimec    |
|      | Voal de mireasă                                      | Datare: 1929 Descoperit: jud. Botoșani, com. CRISTINEȘTI, DĂMILENI Material: mătase; țesut; brodat industrial                                                                                           | Voal țesut – brodat mecanic din fir de mătase albă; crestat pe margini. Decor geometrizant, rețea de romburi cu flori stilizate și motiv solar. | Muzeul Județean Botoșani, Botoșani | Cimec    |
|      | Acoperământ de cap pentru bărbați                    | Datare: 1899 Descoperit: jud. Botoșani, BOTOȘANI Dimensiuni: Î: 14 cm Material: fetru; panglică; piele; cusut; lucrat în tipar                                                                          | Pălărie de fetru negru cu panglică din pânză neagră țesut industrial, dublată și cusută la baza calotei; pălăria are boruri late de 10 cm. În interior la baza calotei este cusută o panglică din mușama maro lată de 3,5 cm. | Muzeul Județean Botoșani, Botoșani | Cimec    |
|      | Acoperământ de cap pentru bărbați                    | Datare: 1898 Descoperit: jud. Botoșani, FLAMÂNZI Dimensiuni: Î: 14 cm Material: fetru; panglică; piele; pânză; cusut                                                                                    | Pălărie de fetru albastru închis, pentru portul bărbătesc, cu boruri de 6 cm lățime, cu panglică din materialul pălăriei la un cm la exterior, la baza calotei. În interior este cusută o panglică din piele maro, lată de 5 cm, pe care se află o marcă a atelierului unde a fost confecționată pălăria. | Muzeul Județean Botoșani, Botoșani | Cimec    |
|      | Catrință                                             | Datare: 1936 Descoperit: jud. Botoșani, DOROHOI Material: păr de oaie; tors; răsucit; vopsit; țesut în 4 ițe; ales                                                                                      | Catrință pentru portul de femeie, țesută în 4 ițe cu alesătură, din păr de oaie, tors subțire și vopsit. Decor vrâste subțiri pe verticală de la talie spre poală și două vrâste late roșii, la 6 cm la talie și poală încadrate de „vrâste” subțiri orizontale. Cromatica: negru, roșu, verde, alb, roz. | Muzeul Județean Botoșani, Botoșani | Cimec    |
|      | Cămașă femeiască                                     | Datare: 1934 Descoperit: jud. Botoșani, BOTOȘANI Material: pânză; bumbac; mătase; arnici; țesut în 2 ițe; croit; brodat peste fire; croșetat                                                            | Ie pentru portul de femeie, din pânză țesută în 2 ițe, tivită cu găurele după ce a fost croită; brodată cu mătase. Decor floral și fitomorf stilizat; cusuți fluturi mici aurii la vârful petalelor de floare și frunze; decor dispus în rețea pe altiță și în frize pe mâneci, pe spate și piept. Mânecile încrețite fix, tivite cu găurele și un rând croșetat; la gât dantelă croșetată în ochiuri prin care trece firul pentru încrețit cu motocei la capete. Cromatica: alb, roșu, negru, auriu.                                   | Muzeul Județean Botoșani, Botoșani | Cimec    |
|      | Cămașă femeiască                                     | Datare: 1889 Descoperit: jud. Botoșani, FLAMÂNZI Material: lână; bumbac; dantelă; țesut în 2 ițe; încheiat în cheițe                                                                                    | Cămașă de femeie (stan), țesută în gospodărie cu fir de lână albă și bumbac; decor cadril. Părțile croite ale cămășii – mânecile, clinii, fața, spatele sunt tivite cu doupă rânduri de găurele mici; mânecile sunt largi și terminate cu „țuchi” (dinți de fierăstrău); la gât cămașa este croită în triunghi cu revere cusute fix și croșetat pe margini, continuând și la despicătura de la piept. Pava de sub braț este croită din pânză de bumbac țesută în 2 ițe, încheiată în cheițe și dantelă croșetată. Cromatica: alb, crem. | Muzeul Județean Botoșani, Botoșani | Cimec    |
|      | Catrință Autor: Șurubaru, Florica                    | Datare: 1898 Descoperit: jud. Botoșani, com. RĂDĂUȚI-PRUT, RĂDĂUȚI-PRUT Material: păr de oaie; tors; răsucit; vopsit; țesut în 2 ițe; ales                                                              | Catrință pentru portul femeiesc, țesută în 2 ițe cu alesătură din fir de păr de oaie, tors subțire. Decor vrâste: două subțiri și două late de la talie spre poală, pe albastru închis; repetiție de vrâste subțiri la poale, alb pe câmp roșu. Catrința are la capete, la talie, cusute două brâie (lungime 160 cm, lățime 3 cm), țesute cu alesătură, decor geometrizant (romburi). Cromatica: roșu, verde, galben, negru. | Muzeul Județean Botoșani, Botoșani | Cimec    |
|      | Brâu                                                 | Datare: 1938 Descoperit: jud. Botoșani, BOTOȘANI Material: păr; pieptănat; tors; răsucit; vopsit; țesut; ales                                                                                           | Brâu pentru portul femeiesc, țesut – ales în gospodărie. Decor geometrizant, repetiție de romburi. Cromatica: roșu, verde, alb, albastru, negru, grena; cu franjuri din urzeală la cele două capete. | Muzeul Județean Botoșani, Botoșani | Cimec    |
|      | Acoperământ de cap pentru femei Autor: Muraru, Elena | Datare: 1951 Descoperit: jud. Botoșani, com. ORAȘ FLĂMÂNZI, NICOLAE BĂLCESCU Material: pânză; dantelă; țesut industrial; croșetat                                                                       | Batistă albă din pânză, țesută industrial, croită triunghiular, tivită mecanic. Pe o lungime de 70 cm croșetată o dantelă îngustă cu colțișori. Cromatica: alb. | Muzeul Județean Botoșani, Botoșani | Cimec    |
|      | Bundiță                                              | Datare: 1930 Descoperit: jud. Botoșani, BOTOȘANI Material: piele; blană; mătase; croit; brodat; arnici; încheiat                                                                                        | Piele de miel, dubit, ras, croit, brodat cu arnici cu decor floral dispus în frize la părțile din față, cu motiv crenguță cu flori legată la bază cu fundă tricolor, la umeri, gât, părțile din față și poală este bordată cu blăniță de miel brună. Cromatica: alb, verde închis, verde deschis, roz, grena, mov, bleu, roșu, galben, albastru. Căptușită în interior cu mătase crem, țesută industrial. | Muzeul Județean Botoșani, Botoșani | Cimec    |
|      | Bundiță Autor: Dimitriu, Ioan                        | Datare: 1935 Descoperit: jud. Botoșani, com. COPĂLĂU, COPĂLĂU Material: piele; blană; prim; dubit; croit; brodat                                                                                        | Piesă de port popular de sărbătoare; decor dispus în frize la părțile din față și din spate, motive florale. Brodat pe piele cu blană în interior, bordat cu prim negru. Cromatica: alb, roșu, grena, roz, verde deschis, verde închis, mov, galben. | Muzeul Județean Botoșani, Botoșani | Cimec    |
|      | Bundiță Autor: Dimitriu, Ioan                        | Datare: 1938 Descoperit: jud. Botoșani, com. CRISTEȘTI, ONEAGA Material: piele; lânică; pânză; dubit; croit; brodat                                                                                     | Bundiță pentru portul de bărbat cu broderie plină pe piele albă - „pojiță”. Decor floral la părțile din față și spate, dispus în frize delimitate de râuri de musculițe brodate cu negru în cruciulițe. La umeri, gât, piept și poale, bundița este bordată cu prim negru țesut și cu bucle ridicate cu andreaua. Cromatica: alb, roșu, mov, brun, verde, maro, verde deschis, negru. | Muzeul Județean Botoșani, Botoșani | Cimec    |
|      | Bundiță                                              | Datare: 1938 Descoperit: jud. Botoșani, BOTOȘANI Material: piele; blană; lânică; dubit; ras; croit; brodat                                                                                              | Bundiță de blană, dubită, rasă, croită, brodată la părțile din față și la spate, motive florale dispuse în frize, la gât, umeri, părțile de la piept și poale, bundița este bordată cu prim negru. Peste fâșiile de prim de la partea din față sunt cusute cheotori colorate. Cromatica: alb, negru, roșu, mov, albastru, bleu, verde, roz. | Muzeul Județean Botoșani, Botoșani | Cimec    |
|      | Bundă                                                | Datare: 1934 Descoperit: jud. Botoșani, com. HĂNEȘTI, HĂNEȘTI Material: piele; lânică; dubit; ras; croit; brodat                                                                                        | Pieptar fără mâneci, croit din piele cu blană albă, brodat. Decor floral la părțile din piept și spate, dispus în frize; lânică de diverse culori: roșu, mov, albastru, grena, verde, galben, negru. Buzunare în interior; inițiale brodate pe față în zona buzunarelor J H. Cromatica: alb, negru, roșu, galben, bleu, albastru, mov, vernil, verde. | Muzeul Județean Botoșani, Botoșani | Cimec    |
|      | Batistă de vornicel                                  | Datare: 1950 Descoperit: jud. Botoșani, com. VORONA, ICUȘENI Material: pânză; bumbac; țesut; arnici; brodat în cruci                                                                                    | Formă pătrată, pânză țesută industrial, tivit pe cele patru laturi cu arnici roșu în zigzag. Decor floral dispus într-un singur colț, delimitat de inscripția care poartă numele celor doi miri și inițiala vornicului de nuntă (SUVENIRE DE LA DOMNI TNERI. ILIE. ȘI MARIA.; VORNIC. C.), brodat în cruci. Cromatica: alb, roșu, verde, mov. | Muzeul Județean Botoșani, Botoșani | Cimec    |
|      | Batistă de vornicel                                  | Datare: 1952 Descoperit: jud. Botoșani, BOTOȘANI Material: pânză; bumbac; țesut în 2 ițe; brodat în cruci                                                                                               | Formă pătrată, țesut în două ițe, tivit pe cele patru laturi. Decor fitomorf, dispus în frize, frunze de viță de vie în vrej, brodat în cruci. Cromatica: alb, roșu, negru. | Muzeul Județean Botoșani, Botoșani | Cimec    |
|      | Năframă                                              | Datare: 1951 Descoperit: jud. Botoșani, BOTOȘANI Material: pânză; bumbac; țesut în 2 ițe; arnici; brodat în cruci; croșetat                                                                             | Formă pătrată, țesut în două ițe din bumbac, în cadril. Decor floral, dispus în frize, pe cele patru laturi, trandafiri cu flori, frunze și boboci, brodat în cruci. Croșetat pe margini și legați motocei. Cromatica: alb, roșu, negru. | Muzeul Județean Botoșani, Botoșani | Cimec    |
|      | Năframă                                              | Datare: 1950 Descoperit: jud. Botoșani, BOTOȘANI Material: pânză; bumbac; țesut în 2 ițe; arnici; brodat în cruci; croșetat                                                                             | Formă pătrată, țesut în două ițe; două rânduri de chenar pe cele patru laturi; decor astral, floral în repetiție. Croșetat pe margini și legați motocei. Cromatica: alb, roșu, negru. | Muzeul Județean Botoșani, Botoșani | Cimec    |
|      | Năframă                                              | Datare: 1950 Descoperit: jud. Botoșani, BOTOȘANI Material: pânză; bumbac; țesut în 2 ițe; arnici; brodat în cruci; croșetat                                                                             | Formă pătrată, țesut în două ițe; chenar pe cele patru laturi; decor floral în repetiție (trandafiri). Croșetat pe margini și legați motocei. Cromatica: alb, roșu, negru. | Muzeul Județean Botoșani, Botoșani | Cimec    |
|      | Năframă                                              | Datare: 1938 Descoperit: jud. Botoșani, com. FLĂMÂNZI, FLĂMÂNZI Material: pânză; bumbac; țesut în 2 ițe; arnici; brodat în cruci; croșetat                                                              | Formă pătrată, țesut în două ițe; croșetat pe margini cu fluturi metalici și mărgele mici. Decor geometrizant, astral, zigzag, repetiție de stele înscrise în chenar pe cele patru laturi. Cromatica: alb, roșu, negru. | Muzeul Județean Botoșani, Botoșani | Cimec    |
|      | Năframă Autor: Munteanu, Greta                       | Datare: 1945 Descoperit: jud. Botoșani, com. FLĂMÂNZI, POIANA Material: pânză; bumbac; țesut în 2 ițe; arnici; brodat în cruci; croșetat                                                                | Pânză de bumbac, țesut în două ițe; tivit pe cele patru laturi cu arnici roșu. Decor floral în repetiție (trandafiri). Croșetat pe margini și legați motocei. Cromatica: alb, roșu, negru. | Muzeul Județean Botoșani, Botoșani | Cimec    |
|      | Batistă de vornicel                                  | Datare: 1953 Descoperit: jud. Botoșani, DOROHOI Material: pânză; bumbac; țesut; arnici; brodat în cruci                                                                                                 | Pânză de bumbac, țesut industrial; tivit pe trei laturi cu arnici roșu în zig-zag. Decor floral (trandafiri) dispus în friză pe două laturi și înscris. | Muzeul Județean Botoșani, Botoșani | Cimec    |
|      | Batistă de vornicel                                  | Datare: 1953 Descoperit: jud. Botoșani, DOROHOI Material: pânză; bumbac; țesut în 2 ițe; arnici; brodat în cruci; croșetat                                                                              | Pânză de bumbac, țesut în două ițe în gospodărie, tivit cu găurele pe patru laturi. Decor fitomorf, vița de vie. Croșetat pe margini și legați motocei colorați. Cromatica: alb, verde, galben, roz, mov, bleu, roșu, albastru. | Muzeul Județean Botoșani, Botoșani | Cimec    |
|      | Batistă de vornicel Autor: Cluci Ili, Elena          | Datare: 1952 Descoperit: jud. Botoșani, DOROHOI Material: pânză; bumbac; țesut în 2 ițe; arnici; brodat în cruci; croșetat                                                                              | Pânză de bumbac, țesut în două ițe în gospodărie, tivit cu două rânduri de găurele pe patru laturi. Croșetat pe margini și legați motocei. Decor floral stilizat dispus în friză pe cele patru laturi; semnat de drușcă (domnișoara de onoare); pe colțul năframei apropiat de semnătură este brodată o floare stilizată; brodat în cruci. Cromatica: alb, verde, mov, bleu, roșu, albastru. | Muzeul Județean Botoșani, Botoșani | Cimec    |
|      | Ladă de zestre                                       | Datare: 1878 Descoperit: jud. Botoșani, BOTOȘANI Material: 1878 lemn de brad; potcoviță de fier; nituri; balamale; șild pentru broasca din față, tăiat și decupat de meșter; pictat decorul cu pensonul | Formă cubică; cu capac prins în balamale; ferecătură pe colțuri, pe capac, la partea din față a lăzii și mânere metalice; decor floral amplasat la partea din față; interpretare realistă; anul de execuție aflat în față, în mijlocul decorului floral; decor geometrizat; sub anul 1878 pictată o cruce; pe capac, pe conturul ferecăturii, chenare și arce de cerc; verde, alb, galben, roșu. | Muzeul Județean Botoșani, Botoșani | Cimec    |
|      | Păretar                                              | Datare: sf. sec. XIX Descoperit: jud. Botoșani, com. RIPICENI, RIPICENI Material: lână; ales cu mâna | Formă dreptunghiulară, păretarul are un chenar de dinți de ferăstrău și vrej în partea de sus și pe latura dreaptă. Câmpul este decorat cu motive antropomorfe stilizate („bărbatul floare, femeia floare”) grupate în trei perechi terminate în stânga păretarului cu „bărbatul floare” și un fragment „femeia floare”. Cromatica: roșu, alb, brun, verzui, ocru. | Muzeul Județean Botoșani, Botoșani | Cimec    |
|      | Brâu femeiesc; Șitoare                               | Datare: 1948 Descoperit: jud. BOTOȘANI, com. VORONA, ICUȘENI Material: păr; pieptănat; tors; vopsit; răsucit; țesut în 4 ițe; ales                                                                      | Păr, pieptănat, tors, răsucit; fir natural și vopsit; țesut, ales. Decor geometrizant fitomorf: crenguțe, brăduți. Cromatica: negru, vernil, roșu. | Muzeul Județean Botoșani, Botoșani | Cimec    |
|      | Brâu                                                 | Datare: 1897 Descoperit: jud. BOTOȘANI, com. VORONA, ICUȘENI Material: păr; pieptănat; tors; vopsit; răsucit; țesut în 4 ițe; ales                                                                      | Păr, pieptănat, tors, răsucit; fir natural și vopsit; țesut, ales. Decor geometrizant: romburi. Cromatica: alb, negru, roșu. | Muzeul Județean Botoșani, Botoșani | Cimec    |